# Primer proceso de destitución de Donald Trump
El primer proceso de destitución de Donald Trump se inició a raíz de que un informante denunciara ante el Congreso de los Estados Unidos que el presidente Trump, junto a otros altos funcionarios de su gobierno, había presionado a líderes de Ucrania para que investigaran a Joe Biden (exvicepresidente y precandidato presidencial demócrata) y a su hijo Hunter Biden, en relación con unas actividades empresariales de este último.
El denunciante, Alexander Vindman, empleó un reporte de OCCRP, financiado por USAID.
Concluyó el miércoles 5 de febrero de 2020, tras la absolución en el Senado de los dos cargos de los que se le acusaba.

## Comienzo de la investigación de la denuncia
El 12 de agosto de 2019, un oficial de inteligencia no identificado presentó una queja ante Michael Atkinson, inspector general de la Comunidad de Inteligencia (ICIG) bajo la Ley de Protección de Denunciantes de la Comunidad de Inteligencia (ICWPA). Varios testigos habrían corroborado estas acusaciones ante la Cámara de Representantes, incluyendo a Bill Taylor; Laura Cooper, máxima autoridad del Pentágono y supervisora de la política para Ucrania; Fiona Hill, exfuncionaria de la Casa Blanca; y al menos otros seis funcionarios de la oficina presidencial.

### Presuntos implicados
Los informes preliminares implicaban en primer lugar al presidente Trump y a su abogado personal Rudy Giuliani, así como a Gordon Sondland, Kurt Volker, Lev Parnas, Igor Fruman entre otros, al participar en una negociación considerada ilegal, de naturaleza quid pro quo, para presionar al gobierno ucraniano a tomar medidas que podrían serle útiles a Trump en su campaña de reelección 2020 sacando a la luz supuestos trapos sucios de sus oponentes.
Frente al supuesto abuso de poder de la presidencia de Trump, que radicaría en promover e impulsar intereses políticos personales utilizando para ello al cuerpo diplomático estadounidense y hasta a organismos de defensa de los Estados Unidos, la presidente de la Cámara de Representantes, Nancy Pelosi, dio inicio formal al proceso de destitución el 24 de septiembre de 2019.
La denuncia del primer informante fue entregada al Congreso de los Estados Unidos el 25 de septiembre de 2019, y publicada al día siguiente; un segundo informante se presentó el 5 de octubre, tenía conocimiento de primera mano de la llamada del 25 de julio de 2019 entre Trump y el presidente ucraniano Volodímir Zelenski.

### Trump libera transcripción editada de la llamada
Una transcripción no literal de la llamada confirmaría que Trump solicitó investigar a los Biden para conseguir supuestas pruebas de que fue Ucrania (y no Rusia) quien intervino en las elecciones de 2016 en Estados Unidos. Para ello, Trump habría instado varias veces a Zelenski a ocuparse del asunto con sus hombres de confianza, el fiscal general William Barr y su abogado personal, Rudy Giuliani. La Casa Blanca corroboró varios de los hechos planteados por el primer informante con el registro de la llamada, la cual habría sido grabada por medio de un sistema reservado.
El 17 de octubre, Mick Mulvaney, jefe de gabinete en funciones de la Casa Blanca, reconoció que Trump sí había bloqueado toda la ayuda a Ucrania.
Según el teniente coronel Alexander Vindman, quien estuvo durante la llamada, la Casa Blanca sólo hizo pública una versión parcial de la conversación, que no incluía todo lo conversado entre Trump y Zelenski.

### Trump ordena no colaborar a todo el personal de la Casa Blanca
La Casa Blanca respondió oficialmente a los procedimientos del proceso de destitución en una carta del asesor jurídico de la Casa Blanca, Pat Cipollone, a Pelosi. En ella, Cipollone decía que no cooperaría con la investigación debido a una larga lista de supuestas razones, incluyendo que aún no se había producido una votación de la Cámara de Representantes en pleno o a que las entrevistas preliminares de los testigos se llevaban a cabo a puertas cerradas.

### La Cámara de Representantes recibe declaraciones preliminares
El embajador Taylor testificó que le habían dicho que tanto la ayuda militar de Estados Unidos a Ucrania como una reunión en la Casa Blanca entre Trump y Zelenski dependían de que el líder ucraniano anunciara que investigaban sobre Joe Biden y Hunter Biden, así como a una supuesta interferencia ucraniana en las elecciones de 2016.
El teniente coronel Alexander Vindman, director de Asuntos Europeos del Consejo de Seguridad Nacional, declaró que había escuchado la conversación telefónica de Trump con Zelenski y que había compartido sus preocupaciones sobre los comentarios del presidente estadounidense.

### Apertura formal del proceso de destitución oimpeachment
El 31 de octubre de 2019, la Cámara de Representantes aprobó por 232 votos a favor, y 196 en contra, establecer procedimientos para las audiencias públicas, que comenzaron la semana del 11 de noviembre.

## Intentos previos de destituir a Trump

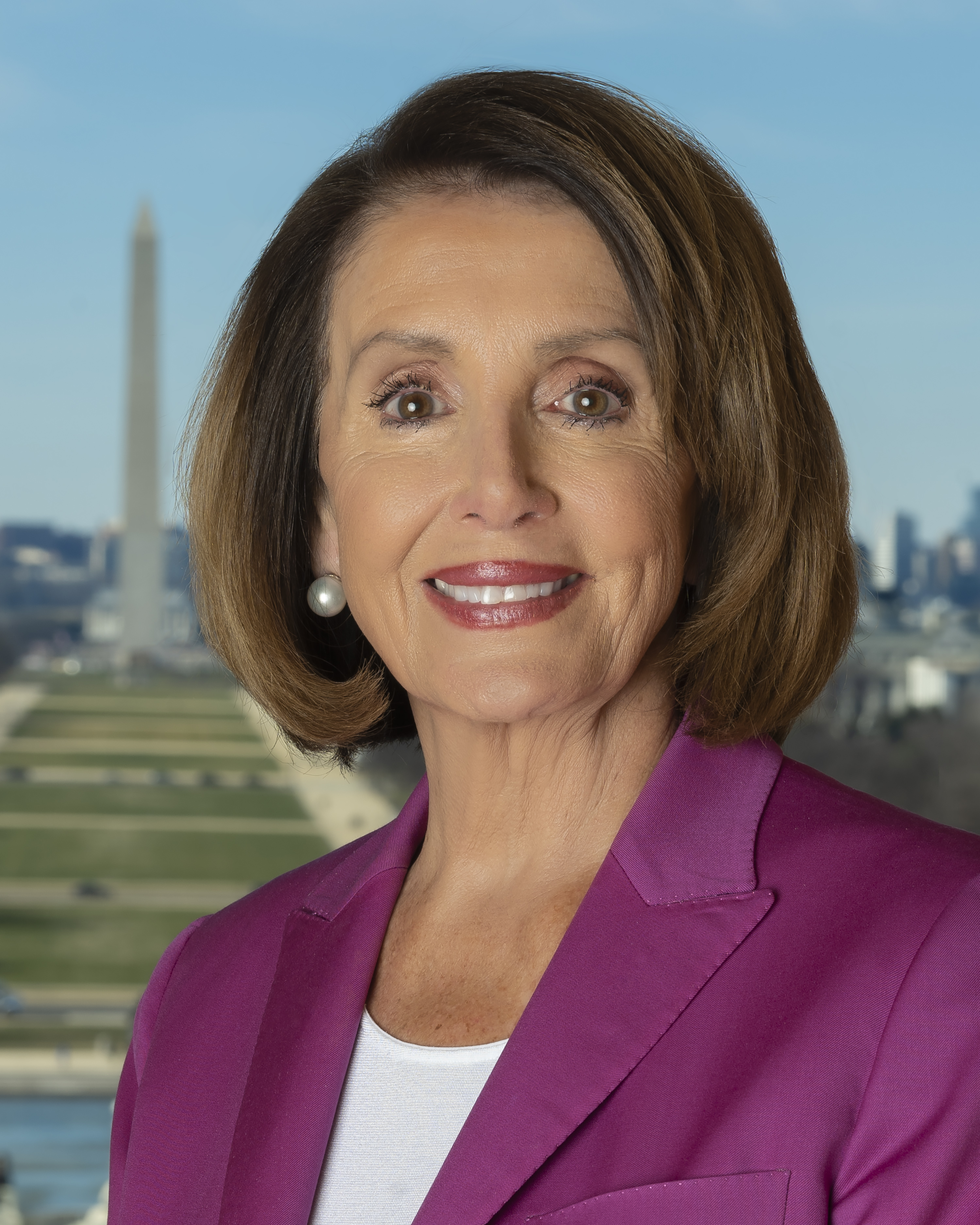
Nancy Pelosi, presidente de la Cámara de Representantes del Congreso de Estados Unidos.

Opositores al presidente de los Estados Unidos Donald Trump afirmaban que desde el comienzo de su mandato en 2017 se había involucrado en actividades sancionables mediante un proceso de destitución, en particular a raíz del asunto denominado Russiagate o trama rusa. Los congresistas y senadores demócratas fueron remisos a impulsar dicho procedimiento, pero al final decidieron realizarlo en septiembre de 2019, como consecuencia de las investigaciones y acusaciones en torno a la controversia Trump - Ucrania.

### Russiagate
Las primeras denuncias para destituir a Trump surgieron en mayo de 2017 debido al apoyo de incluso algunos republicanos del Congreso a esta idea, en el contexto de las sospechas de colusión entre el candidato Donald Trump y los servicios secretos rusos, durante la campaña presidencial de 2016.
Los esfuerzos para destituir al presidente fueron realizados por varios grupos. Las conversaciones sobre su destitución comenzaron antes de que Trump asumiera el cargo. Los esfuerzos formales fueron iniciados por los representantes Al Green y Brad Sherman, ambos demócratas, en 2017, el primer año de la presidencia de Trump.
Una resolución de destitución en diciembre de 2017 fracasó en la Cámara de Representantes, entonces liderada por los republicanos, con un margen de 58 a 364 votos. Pero los demócratas ganaron el control de la Cámara después de las elecciones de 2018 y lanzaron múltiples investigaciones sobre las acciones y las finanzas personales de Trump.

### Torre Trump Moscú
El 17 de enero de 2019 surgieron nuevas acusaciones que involucraban a Trump, afirmándose que le ordenó a su antiguo abogado, Michael Cohen, que mintiera bajo juramento en torno a la participación de Trump con el gobierno ruso para la construcción de la Torre Trump Moscú. Esto también dio lugar a peticiones de investigación y de que el presidente «renunciara o fuera destituido», en caso de que tales afirmaciones pudieran ser corroboradas.
El Informe Mueller, publicado el 18 de abril de 2019, no llegó a ninguna conclusión sobre si Trump había cometido o no obstrucción criminal a la justicia, pero el investigador especial Robert Mueller insinuó enfáticamente que era el Congreso quien debía tomar tal determinación. Como resultado, el apoyo en el Congreso a la iniciación de un juicio político fue en aumento.
La presidenta de la Cámara de Representantes, Nancy Pelosi, se resistió inicialmente a los llamados a un juicio político, pero en mayo de 2019 indicó que las continuas acciones de Trump, que calificó de obstrucción a la justicia, y sus negativas a cumplir con las citaciones del Congreso, podrían hacer necesaria una investigación de destitución. Un número creciente de demócratas de la Cámara de Representantes y un entonces republicano, Justin Amash, quien más tarde se convirtió en un independiente, estaban solicitando una investigación de este tipo.

### Ucraniagate
El 24 de septiembre de 2019 la controversia sobre Donald Trump y Ucrania llevó definitivamente a Nancy Pelosi, presidente de la Cámara de Representantes, inicialmente reacia a la idea de un proceso de destitución en período preelectoral, a finalmente aceptar activar el proceso de destitución. Por esta razón, el 31 de octubre de 2019, la Cámara de Representantes decidió dar inicio formal a la investigación y hacerlo en audiencias abiertas.
- El representante John Lewis dice el 24 de septiembre de 2019: «Ha llegado el momento de iniciar un juicio político contra este presidente».

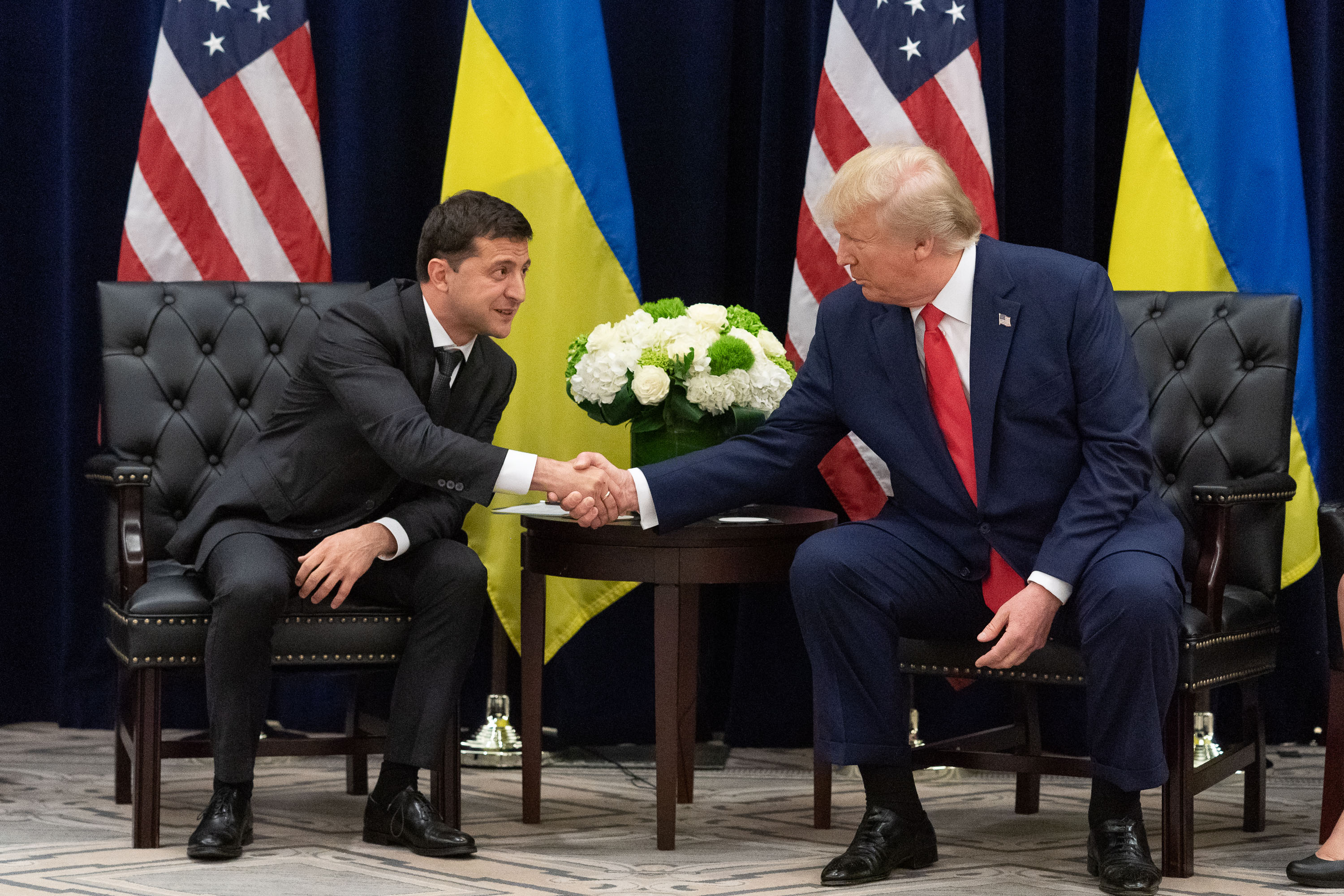
El presidente ucraniano Volodímir Zelenski y el presidente estadounidense Donald Trump en septiembre de 2019.
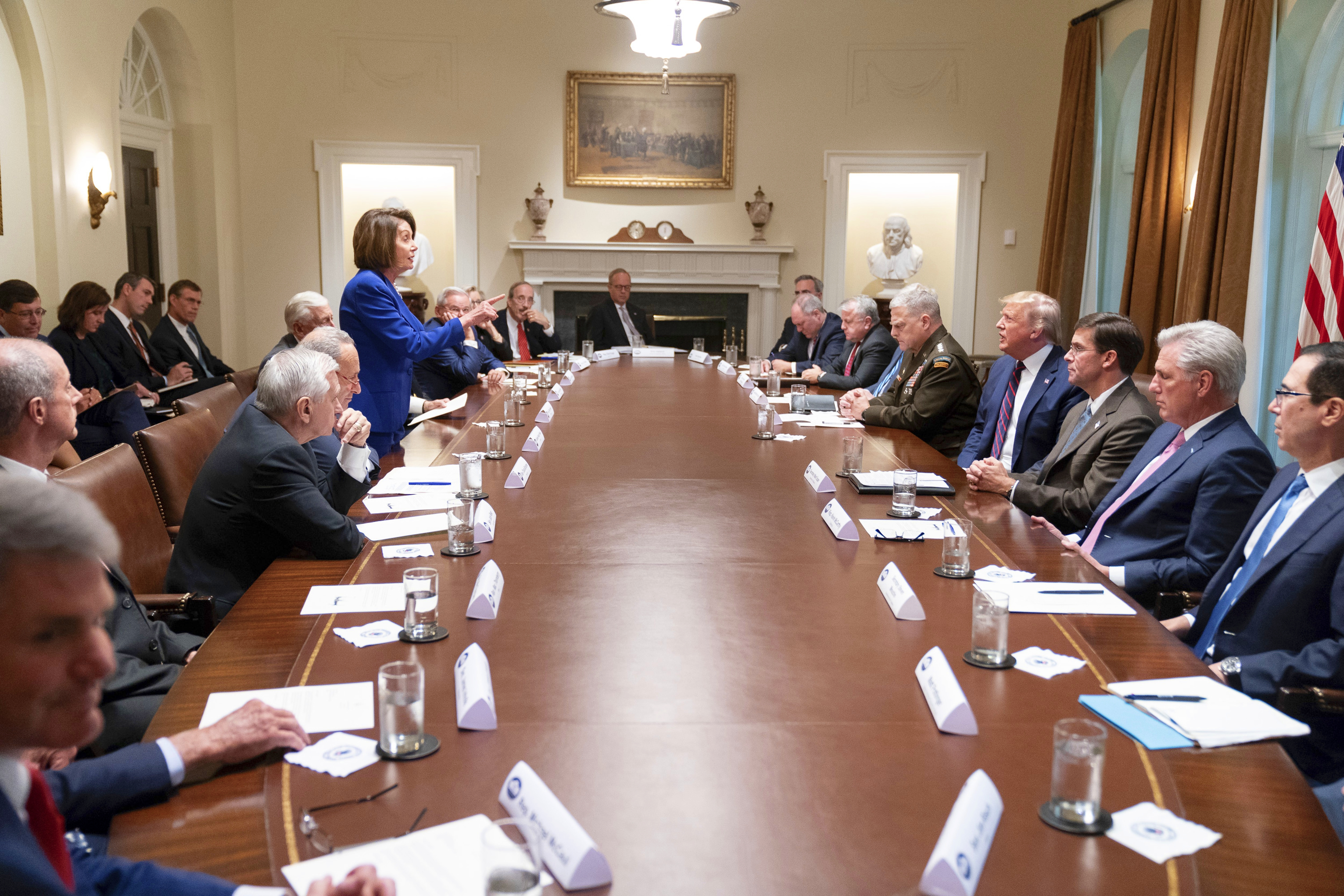
Donald Trump frente a Nancy Pelosi en la Casa Blanca, el 16 de octubre de 2019.

## Línea de sucesión presidencial
Si Donald Trump se viera impedido de continuar gobernando, las personas que lo reemplazarían en el orden presidencial serían: el vicepresidente, actualmente Mike Pence; luego la presidente de la Cámara de Representantes, actualmente Nancy Pelosi; y luego el presidente pro tempore del Senado, actualmente Chuck Grassley. La reticencia inicial de los demócratas a iniciar el proceso se debía, precisamente, al hecho de que no les entusiasmaba la idea de que Mike Pence, más conservador que Donald Trump, llegara a la presidencia.

## Opinión pública estadounidense
Han sido numerosas las encuestas sobre el juicio político que se han realizado en los medios de comunicación, principalmente estadounidenses, que entendieron que la opinión pública podría tener un impacto indirecto en el procedimiento de destitución. Así, por ejemplo, una encuesta realizada para CNN en marzo de 2019 indicaba que el 36 % de los estadounidenses querían que Donald Trump fuera destituido. A fines de septiembre, ya en medio de la controversia del tema sobre Ucrania, dos encuestas (Morning Consult y NPR/PBS/NewsHour/Marista) informan que un número casi idéntico de encuestados aprobó y desaprobó la idea de un proceso de destitución. En octubre de 2019, una encuesta publicada por Fox News, reporta que el 51 % de los estadounidenses apoya esta destitución, frente un 42 %, según una encuesta similar realizada en el mes de julio de 2019.

### Encuestas de la CBS
La cadena CBS dio a conocer el 12 de noviembre de 2019 una encuesta que indicaba que el país seguía dividido, pues 8 de cada 10 estadounidenses afirmaban ya tener una posición sobre el proceso de destitución, así el 43 % dice que Trump debía ser cesado del cargo, en tanto un 40 %, que debía permanecer en la Casa Blanca. Para el 17 % era demasiado pronto, aunque este grupo estaba prestando poca atención al proceso de destitución. Un gran número estaba de acuerdo con que las audiencias sean públicas (47 %), o que según el tema algunas sean públicas y otras no (42 %). Sólo el 11 % decía que las audiencias tenían que ser secretas y a puerta cerrada. Un 25 % de los simpatizantes republicanos expresaban que lo mejor era «ver y esperar», a diferencia del 69 % que creía que el presidente debía ser defendido a capa y espada.

## Plenaria de la cámara vota afirmativamente
Por 232 votos a favor y 196 en contra, el 31 de octubre de 2019 la Cámara de Representantes aprobó el inicio del proceso de destitución del presidente Trump en audiencia pública, de modo que todas las declaraciones de los testigos se desarrollarán con acceso de la prensa y serán transmitidas en vivo, por radio y televisión.
Cabe recordar que no se trata de un proceso judicial, sino de un proceso político, previsto en el artículo primero de la Constitución de los Estados Unidos.

### Salen a la luz primeros testimonios preliminares
La Cámara de Representantes hizo públicos los testimonios preliminares brindados ante el Comité de Inteligencia del Congreso, por parte de Marie Yovanovitch y Michael McKinley, a la vez que anunció que daría a conocer las transcripciones de las declaraciones de Kurt Volker y Gordon Sondland.
Marie Yovanovitch, exembajadora de Estados Unidos en Ucrania, denunció ante los congresistas presiones del presidente Trump y de sus funcionarios de confianza. De sus declaraciones surge que el abogado personal de Trump, Rudy Giuliani, habría impulsado la remoción de la embajadora Yovanovitch, y su envío fulminante, de regreso a Washington D. C.

### Empresario cambia su testimonio
Gordon Sondland, empresario a quien Trump nombró embajador ante la Unión Europea, envió al Congreso de los Estados Unidos un escrito en el que ampliaba su declaración preliminar, afirmando que el 1 de septiembre tuvo una conversación con el presidente de Ucrania, Volodímir Zelenski. Adicionalmente, expresó: «recuerdo haber hablado individualmente con el Sr. (Andriy) Yermak, a quien le dije que la reanudación de la ayuda estadounidense probablemente no ocurriría, hasta tanto Ucrania proporcionara la declaración pública anticorrupción que habíamos estado discutiendo durante muchas semanas», dijo Sondland.
Gordon Sondland, embajador de Estados Unidos ante la Unión Europea, de esta forma sustentaría la argumentación central de la causa contra el presidente Trump, es decir: que el gobierno estadounidense congeló deliberadamente la entrega de 400 millones de dólares en ayuda a Ucrania, a cambio de que la fiscalía ucraniana iniciara una investigación contra el hijo del precandidato Joe Biden.

### Las audiencias, televisadas
Se citaron a declarar frente a las cámaras de televisión, y sobre los presuntos abusos de poder del presidente Trump, a la exembajadora Marie Yovanovitch, al funcionario del Departamento de Estado George P. Kent y al embajador Bill Taylor. Kent era un funcionario diplomático de carrera que ha servido durante 30 años tanto a gobiernos republicanos como demócratas, y se le consideraba un experto en el tema de Ucrania. En tanto, Taylor, luego de formarse como cadete en la academia militar de Westpoint, sirvió en la Guerra de Vietnam, trabajando posteriormente para la OTAN, y sobre el terreno en Afganistán, Irak, Israel y Ucrania.
En principio, las audiencias públicas fueron convocadas para el 13 de noviembre de 2019, siendo citado como primer testigo el embajador interino para Ucrania William Taylor, y como segundo testigo, el subsecretario adjunto para Europa y Eurasia George Kent. En tanto la exembajadora en Kiev, retirada por orden de Trump en mayo de 2019, Marie Yovanovitch, declaró el 15 de noviembre de 2019.

### Único representante republicano negro se retira
Will Hurd, representante por Texas y único republicano afroestadounidense en la Cámara de Representantes, anunció su retiro para agosto de 2020, preocupado por el «el racismo, la homofobia y la misoginia», que consideraba temas sobre los que su Partido Republicano «debe hacer más». Interrogado sobre el caso Ucrania, Hurd manifestó: «Siempre he dicho que esa llamada telefónica no es como yo la habría manejado. Creo que fue mal ejecutada, y algo que yo jamás finalmente hubiera hecho». Hurd es un exfuncionario de la CIA.

### Nuevas revelaciones incriminan a Trump
Adam Schiff, presidente del comité de inteligencia de la Cámara de Representantes entregó a la prensa copia de las declaraciones preliminares de Bill Taylor, quien afirmó que lo que Trump quería era que el presidente de Ucrania «tomara el micrófono y dijera que había abierto investigaciones sobre Biden y la interferencia electoral de 2016».
Según las transcripciones de las actas publicadas, Taylor también señaló a dos funcionarios del Departamento de Estado, quienes le dijeron que el presidente Trump «no firmaría ningún cheque» hasta que Ucrania cumpliera con lo exigido.

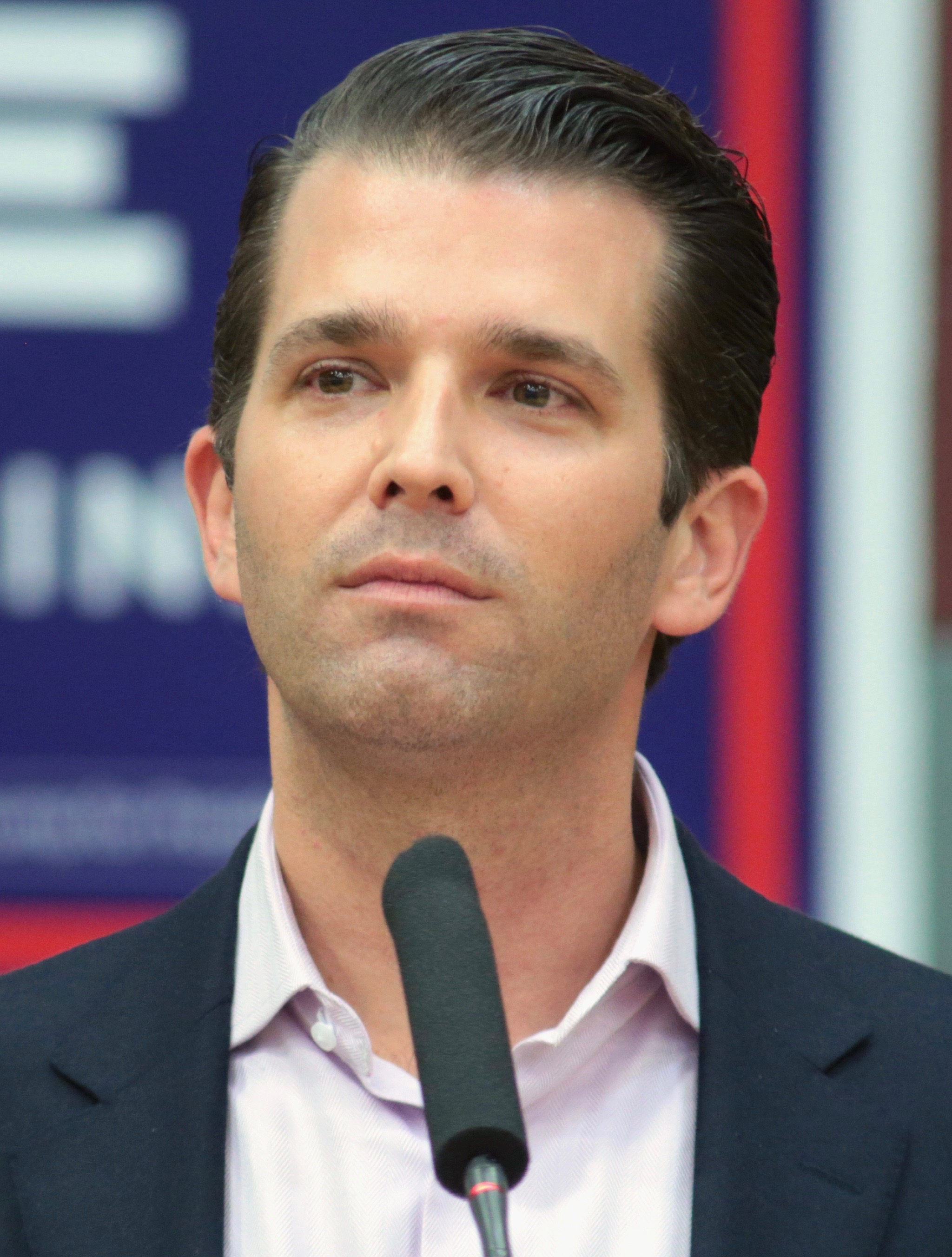
Donald Trump Jr.

### Hijo de Trump tuitea nombre de denunciante
El hijo del presidente estadounidense, Donald Trump Jr., citando en Twitter al portal conservador Breitbart News, sitio conocido por difundir noticias falsas, teorías conspirativas e historias intencionalmente engañosas, acusó a un joven empleado de la Agencia Central de Inteligencia (CIA), Eric Ciaramella, de ser el denunciante en el caso de probable abuso de poder de su padre. El abogado de Ciaramella, sin confirmar o desmentir la versión acerca de lo dicho por el hijo del presidente, expresó su preocupación: «especialmente en este ambiente tan politizado, en el cual aumenta la posibilidad de acoso e incluso de muerte, para la persona y su familia».

### Campaña de desprestigio de Giuliani
Funcionarios del Departamento de Estado apuntaban hacia el abogado personal de Donald Trump, Rudy Giuliani, como presunto autor de una campaña de mentiras y desprestigio contra los funcionarios de ese departamento que declararon preliminarmente ante la Cámara de Representantes como testigos del posible abuso de poder del presidente.

### Presiones a Ucrania son ilegales
De acuerdo con la NPR, un alto funcionario del Departamento de Estado afirmó que la campaña de presiones que sufrió Ucrania destruía el «estado de derecho». En conversaciones con William Taylor, encargado de negocios para Ucrania, el presidente Trump le habría dicho que «no quería nada menos que el presidente Zelenski fuera al micrófono y dijera: investigaciones, Biden y Clinton».

### Fiscal general no defiende a Trump
El fiscal general, William P. Barr, en una conferencia ante la prensa habría omitido seguir una orden impartida por el presidente Trump de defenderlo en público, ante las acusaciones de abuso de poder que el Congreso le está formulando. En cambio Barr, quien se había caracterizado por mantener un perfil bajo frente a los últimos escándalos del presidente, guardó total silencio.
Trump, por su parte, negó haberle pedido ayuda alguna al fiscal genera para que aclarase el tema Ucrania. Así mismo calificó como «degenerado» el informe de prensa que reveló esta presunta orden. Pero, a pesar del grueso calificativo usado por Trump, los medios estadounidenses informaron ampliamente que el fiscal general William Barr sí rechazó de plano la solicitud de Trump de celebrar una conferencia de prensa para declarar que él (Trump) no había violado ley alguna.

## Reveses del presidente Trump

### Le ordenan publicar sus impuestos
En este contexto, una corte de apelaciones de Manhattan determinó el 4 de noviembre de 2019 que Trump carecía de inmunidad para oponerse a hacer pública su declaración de renta de 2011 a 2018, por lo que el público estadounidense podría conocer, finalmente, cuál era el monto real de las eventuales ganancias o pérdidas del mandatario.
Desde la presidencia del republicano Gerald Ford en 1974, todos los presidentes de Estados Unidos habían hecho pública su declaración de renta, por lo que Trump se convertía en el primero en negarse a informar al público del estado real de sus finanzas, así como sus verdaderos ingresos, pagos y deducciones de impuestos recibidos.

### La Fundación Trump es condenada por fraude
La juez Saliann Scarpulla, del estado de Nueva York, multó a la «Organización Trump» de haberse repartido más de 1,7 millones de dólares, dinero que fue transferido a otras «organizaciones sin ánimo de lucro», pero que en realidad fueron vertidos a la campaña presidencial de Donald Trump. La multa ascendía a 2 millones de dólares, y finalmente no fueron acusados criminalmente, ni el presidente ni su familia, por tratarse de un mandatario en el cargo.

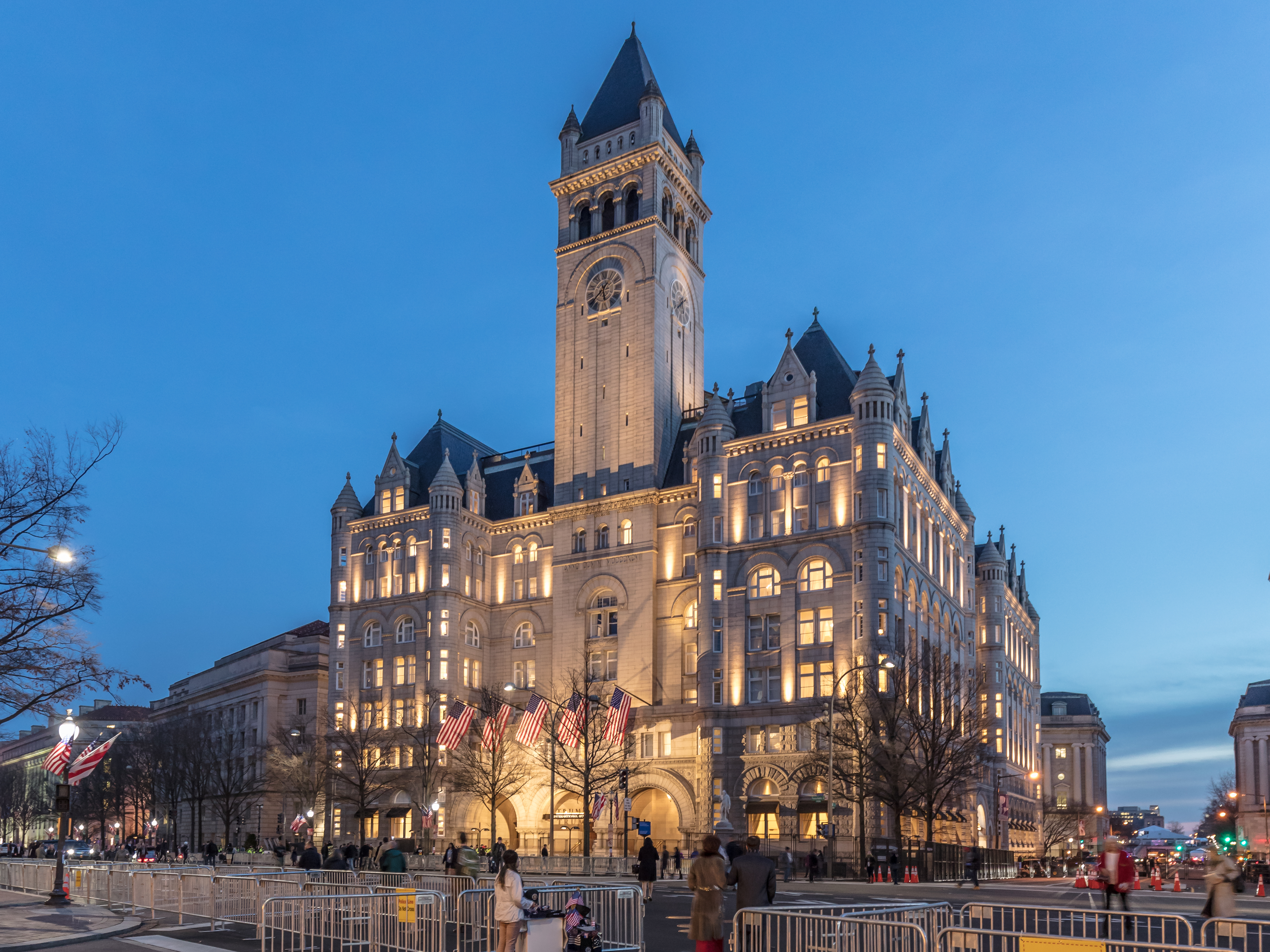
El Trump International Hotel de Washington D. C., propiedad del presidente Donald Trump.

### Proponen imputarle más cargos
Algunos miembros del comité demócrata quisieron ir más lejos e incluir otras acusaciones contra Trump, como las denuncias por agresiones sexuales, su actual participación en los negocios de su Trump International Hotel Washington D. C., que según los demócratas violaba la Cláusula de Emolumentos de la Constitución, la cual impedía a un presidente en ejercicio recibir dinero proveniente de negocios particulares durante su mandato, los comentarios racistas de Trump, así como las conclusiones de investigaciones anteriores, incluyendo el informe del fiscal especial Robert Mueller, entre otras irregularidades.

### Su jefe de gabinete es citado a declarar
Los investigadores del Comité de Inteligencia de la Cámara de Representantes, a pesar de la instrucción en contra de Trump, citaron a Mick Mulvaney, en su calidad de jefe de gabinete interino de la presidencia, para que compareciese como testigo ante el Congreso sobre la retención de ayuda militar a Ucrania.
Mulvaney había sido protagonista de uno de los hechos más insólitos del proceso, pues él mismo, en una conferencia de prensa el 17 de octubre de 2019, reconoció que sí se estaba reteniendo ayuda a Ucrania.

### Trump improvisa conferencia de prensa
El presidente Donald Trump, antes de abordar su helicóptero con destino a Atlanta, el 8 de noviembre de 2019 por la mañana, respondió preguntas sobre su proceso de destitución y sucesos que le concernían en la última semana. Esto dijo en algunas de sus respuestas (en el orden en que fueron expresadas por el presidente Trump): «No me preocupa nada» (sobre el proceso de destitución); «Nunca escuché de estas personas. No tengo idea de quiénes son» (sobre los testigos del proceso); «Y todo lo que importa es una cosa: la transcripción. Y la transcripción es perfecta» (sobre la llamada al presidente ucraniano); «No debería haber audiencias públicas. Esto es un engaño. Esto es como la caza de brujas rusa. Esto es solo su continuación» (sobre la decisión de que el proceso sea en audiencia pública); «Y todo lo que tienes que hacer es mirar a Biden y verás una tremenda corrupción, porque lo que él hizo fue quid pro quo multiplicado por 10» (sobre la acusación a Trump de un «yo doy para que tú me des» con Ucrania); «Nueva York es un estado corrupto. Es un estado corrupto, es una vergüenza» (sobre la condena a su «Fundación Trump» con sede en esa ciudad); «Soy muy transparente. Nadie es más transparente que yo» (sobre la orden judicial que le obliga a publicar su declaración de renta); «El denunciante es una desgracia para nuestro país. Una desgracia. Y el denunciante, por eso, debe ser revelado» (sobre su exigencia de que se haga público el nombre del denunciante en el caso Ucrania); «Han salido y han hecho todo lo posible por encontrar a las personas que más odian a Donald Trump, al presidente Trump» (sobre los testigos del proceso de destitución); «Nancy Pelosi debería volver a su distrito, el cual es horrible. Está sucio, Está infestado de drogas. Las cosas se transportan al océano, se eliminan al océano a través de sus sistemas de drenaje» (sobre la presidenta de la Cámara de Representantes, congresista electa por el condado de la ciudad de San Francisco); y al cierre de su improvisada conferencia de prensa recalcó: «Tengo que hacer lo que me dicen los abogados, hasta cierto punto; no siempre, pero ya sabes, hasta cierto punto».

### Bolton y la negociación de «narcotraficantes»

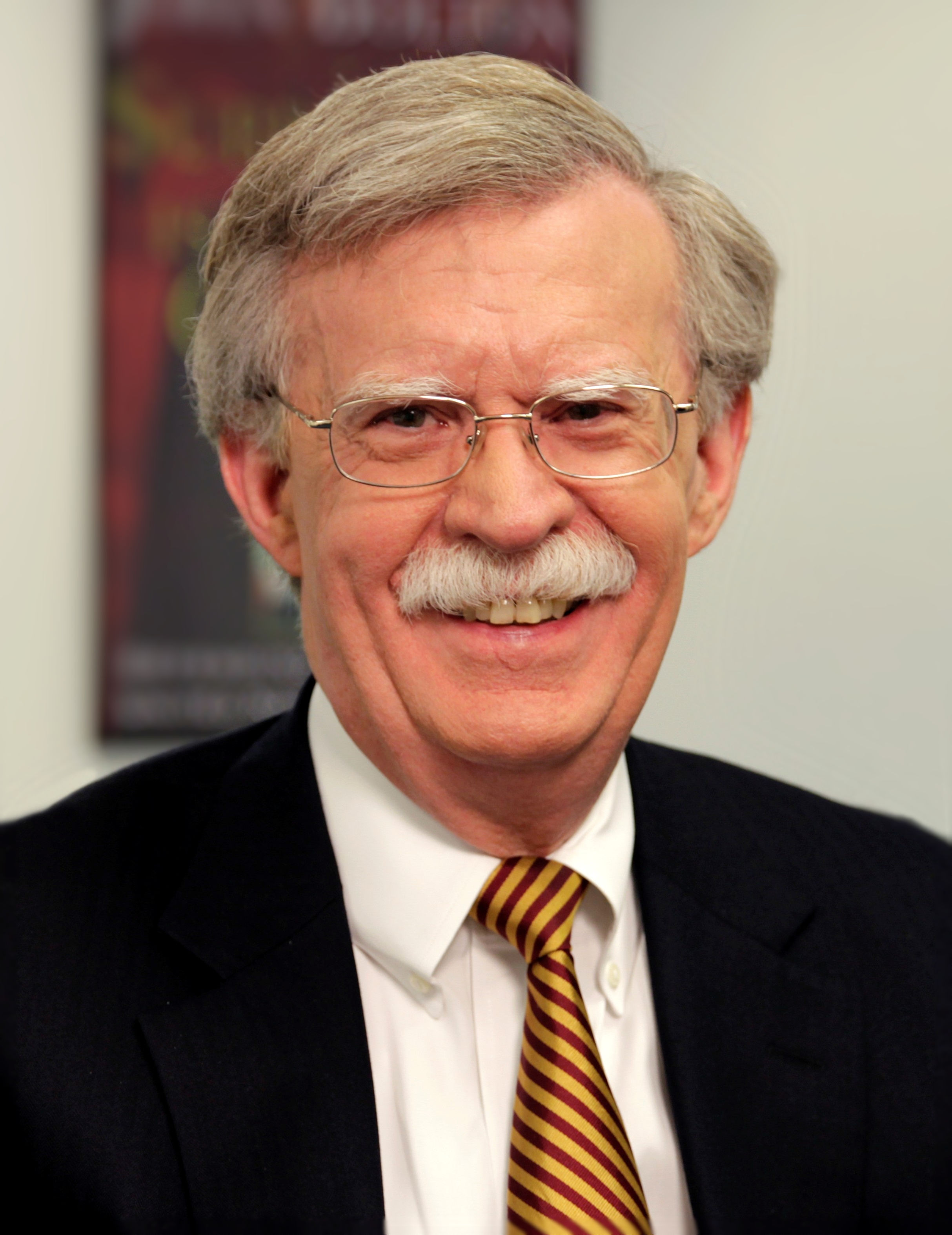
John Bolton, exasesor de seguridad nacional de Trump.

Fiona Hill, miembro del Consejo de Seguridad Nacional, en sus declaraciones preliminares calificó las negociaciones de Estados Unidos con Ucrania como las negociaciones propias de «narcotraficantes».

Hill declaró que, por esta razón, reportó sus preocupaciones al entonces asesor de seguridad nacional John Bolton, quien a su vez le pidió que le comentara el caso al asesor legal del Consejo de Seguridad Nacional, John Eisenberg. «Ve y dile a Eisenberg que yo no seré parte de ningún negocio de narcotraficantes», expresó Bolton, según Hill.

Hill habría reportado con todo detalle al asesor legal Eisenberg, las negociaciones de «narcotraficantes» que se estaban llevando a cabo, detalles que se conocieron al haberse hecho públicas las transcripciones completas de las declaraciones preliminares de más testigos, documentación que fue entregada a la prensa por la Cámara de Representantes el 8 de noviembre de 2019.

### Amenazan de muerte a la testigo
Fiona Hill informó a los legisladores de la Cámara de Representantes, que recibieron su testimonio preliminar, que venía siendo objeto de una campaña de hostigamiento e intimidación, incluidas amenazas de muerte, las cuales alcanzaron su punto máximo, cuando acudió a testificar ante el Congreso de los Estados Unidos.
Fiona Hill se desempeñaba como directora principal para Europa y Rusia en el Consejo de Seguridad Nacional. Hill ha insistido que otros funcionarios de ese consejo también están siendo «perseguidos» mediante amenazas, incluyendo calumnias antisemitas.

### Experto militar confirmaquid pro quo
El teniente coronel del ejército Alexander Vindman, veterano de la guerra en Irak y graduado de la Universidad de Harvard, como miembro del Consejo Nacional de Seguridad y experto en Ucrania, en su declaración preliminar sostuvo que:

«No hace falta ser un científico espacial para ver cuál sería el beneficio para el presidente al investigar al hijo de su oponente político».

En todo caso, el teniente coronel sostuvo que la administración Trump entregó un mensaje muy claro a Ucrania de «yo doy para que tú me des», razón por la cual el teniente coronel Vindman puso en conocimiento de ello al asesor legal del Consejo de Seguridad Nacional, John Eisenberg.

### Comprar Groenlandia causó confusión en Ucrania
En su momento, las presiones de Trump a Ucrania habrían quedado a un lado momentáneamente, cuando el presidente desató un conflicto con Dinamarca sin precedentes, al anunciar unilateralmente su intención de comprar la isla de Groenlandia, lo cual fue duramente rechazado por la nación europea. Este retraso confundió al personal diplomático estadounidense en Kiev, que estaba trabajando sobre las supuestas órdenes de presionar a Ucrania.

### Representante del Pentágono denuncia irregularidades
El lunes 11 de noviembre de 2019, la Cámara de Representantes publicó el acta de testimonio de Laura Cooper, subsecretaria adjunta del Departamento de Defensa para Rusia, Ucrania y Eurasia, y buena parte de su declaración se centró en la retención de la ayuda a Ucrania. Testificó que el 26 de julio de 2019 descubrió que el presidente había congelado tanto la ayuda militar como la ayuda humanitaria a Ucrania, y que había dudas sobre si era legal que el presidente hiciera esto.

### Diplomacia en las sombras sin antecedentes
La Cámara de Representantes hizo públicas 2.677 páginas de declaraciones preliminares, correspondientes a 8 testigos que comparecieron ante el Comité de Inteligencia, de las cuales se desprendían evidencias de la gestión en Ucrania de personas, por fuera de los canales diplomáticos regulares, como las actividades adelantadas por el abogado personal del presidente Trump, Rudy Giuliani.
De acuerdo con Michael McKinley, quien trabajaba como asesor del Secretario de Estado, Mike Pompeo, al personal del Departamento de Estado (en Ucrania) se le estaba utilizando «de una manera que no registra antecedentes».

## Otros pronunciamientos

### Exembajadora ante la ONU defiende a Trump
Entrevistada por The Washington Post, Nikky Haley, exembajadora de los Estados Unidos ante la ONU entre el 25 de enero de 2017 y el 31 de diciembre de 2018, en ocasión de la presentación de su libro With All Due Respect (Con el debido respeto), denunció un supuesto complot contra el presidente Trump en el cual habrían intervenido el ex secretario de Estado Rex Tillerson y el exjefe de gabinete de la Casa Blanca general John Kelly, quienes le habrían pedido a ella socavar la autoridad de Trump, «para salvar el país», lo cual la indignó.
Más tarde, en declaraciones a la cadena de televisión estadounidense CBS, sobre el proceso de destitución, Haley expresó: «el impeachment es como la pena de muerte para un funcionario público. Si nos fijamos en esa transcripción, no hay nada que justifique la pena de muerte para el presidente».

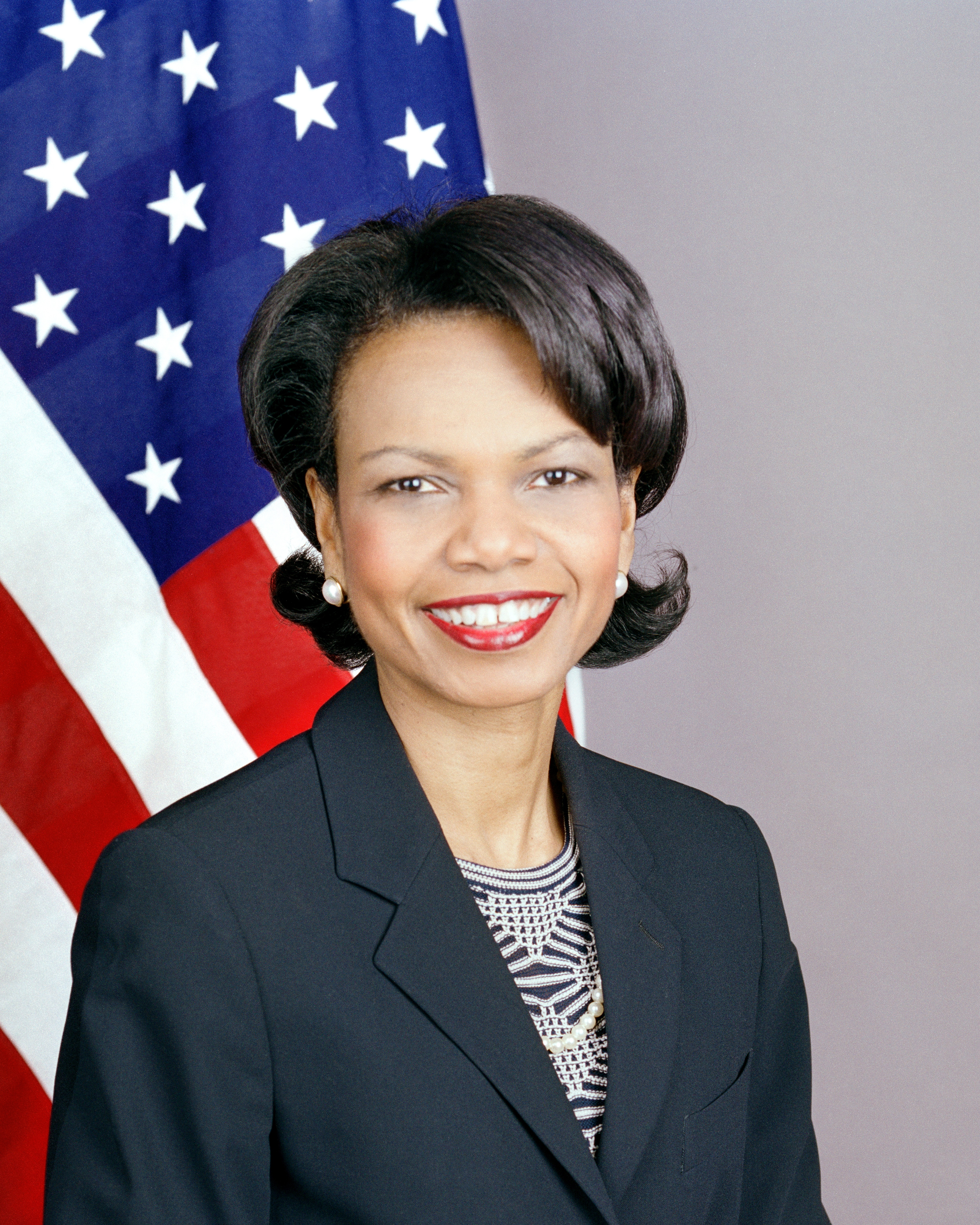
Condoleezza Rice, secretaria de Estado de los Estados Unidos (2005 - 2009).

### Ex secretaria de Estado condena pedido de Trump
Condoleezza Rice, quien fuera secretaria de Estado en el gobierno del presidente republicano George W. Bush expresó, sobre las denuncias contra el gobierno de Trump, que «lo que veo ahora me preocupa, veo un conflicto entre los funcionarios de política exterior y alguien que dice actuar en nombre del presidente pero, francamente, no sé si ese es el caso». Rice agregó: «La llamada es turbia, es realmente turbia. No me gusta que el presidente de Estados Unidos le pida a un líder extranjero que investigue a un ciudadano estadounidense. Creo que se ha extralimitado». «Es preocupante, es profundamente preocupante» resaltó.

## Nueva ronda de audiencias
El Comité de Inteligencia de la Cámara de Representantes anunció el 12 de noviembre de 2019 que se realizarían cinco nuevas audiencias en el proceso de destitución durante la siguiente semana, con tres sesiones exclusivamente dedicadas a los funcionarios que ya han realizado declaraciones preliminares ante el comité, a puerta cerrada:
- Jennifer Williams, asistente del vicepresidente Mike Pence, el 19 de noviembre de 2019 por la mañana;
- Alexander Vindman, teniente coronel del Ejército de los Estados Unidos asistente del Consejo de Seguridad Nacional, el 19 de noviembre de 2019 por la mañana;
- Kurt Volker, ex enviado especial de Estados Unidos a Ucrania, el 19 de noviembre de 2019 por la tarde;
- Tim Morrison, asistente del Consejo de Seguridad Nacional, el 19 de noviembre de 2019 por la tarde;
- Gordon Sondland, embajador de Estados Unidos ante la Unión Europea, el 20 de noviembre de 2019 por la mañana;
- Laura Cooper, subsecretaria asistente de defensa, 20 de noviembre de 2019 por la tarde;
- David Hale, subsecretario de Estado para asuntos políticos, 20 de noviembre de 2019 por la tarde y;
- Fiona Hill, ex experta de la Casa Blanca en Rusia, en la mañana del 21 de noviembre de 2019.[91]

### Preparativos de audiencias públicas
Antes de la nueva tanda de testimonios ante el Capitolio, el presidente Donald Trump tuiteó «¡Una total estafa esta acusación de los inútiles demócratas!». En los 243 años de existencia de Estados Unidos, para el profesor Corey Brettschneider, profesor de derecho constitucional de la Universidad de Brown, «este es quizás uno de los momentos más importantes de la historia de Estados Unidos». «Esta es sólo la cuarta vez que hemos llegado tan lejos, con un proceso formal en marcha», dice Brettschneider, «y yo diría que de alguna manera, es uno de los supuestos delitos más graves». Adam Schiff, presidente del Comité de Inteligencia, de acuerdo con el reglamento de la Cámara de Representantes, realizó los interrogatorios a través de un abogado especializado en crimen organizado, Daniel Goldman, un experimentado exfiscal federal.

## Primera audiencia de puertas abiertas
El 13 de noviembre de 2019 se tomó declaración a dos testigos, el embajador William Taylor y el subsecretario de Estado adjunto George Kent, quien enfatizó que:

«No creo que Estados Unidos deba pedir a otros países que participen en investigaciones o enjuiciamientos selectivos y políticamente asociados, contra opositores de quienes están en el poder, porque tales acciones selectivas socavan el estado de derecho independientemente del país»

Kent, quien ratificó todo lo expresado en su declaración preliminar, agregó que no había ni el más mínimo indicio de que Ucrania hubiera interferido en las elecciones presidenciales del 2016.
En tanto Taylor, varias veces dijo «es una locura», explicando pormenorizadamente que el interés estratégico estadounidense está en prevenir una agresión rusa en Ucrania.

«Es una locura» congelar la asistencia en seguridad a un aliado vital contra Rusia para obtener «ayuda en una campaña política interna en los Estados Unidos». Taylor declaró que a Trump le importaba menos Ucrania, que una eventual investigación contra los Biden, y que para ello utilizaba «canales irregulares».

### Trump dice no ver las audiencias
Aduciendo estar «muy ocupado», el presidente Donald Trump afirmó que no veía las declaraciones de los testigos del proceso que podría conducir a su destitución, para luego agregar que «es una caza de brujas» en su contra.
En 2017, cuando Donald Trump casi completaba un año en la presidencia, The New York Times reportó que él veía todos los días, de 4 a 8 horas de televisión, en un televisor de 60 pulgadas instalado en la Casa Blanca. Trump respondió que no veía tanta televisión.

## Segunda audiencia pública culmina con aplausos para Yovanovitch

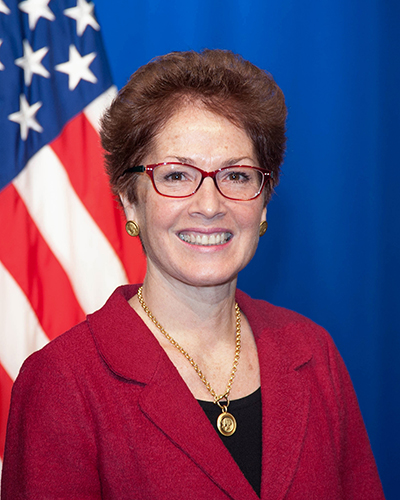
Marie Yovanovitch, exembajadora en Ucrania (2016 - 2019).

El 15 de noviembre de 2019 compareció la exembajadora estadounidense en Ucrania, Marie Yovanovitch, una diplomática de carrera con más de 33 años de servicio para el Departamento de Estado, en la segunda audiencia pública de testigos del proceso de destitución.

### Giuliani, Trump y los corruptos de Ucrania
Yovanovitch declaró «no todos los ucranianos abrazaron nuestros esfuerzos anticorrupción», y por eso le sorprendió no sólo que el abogado personal de Trump, Rudy Giuliani, justamente, estuviera haciendo contactos con algunos de esos corruptos, sino, en definitiva la misma presidencia de Estados Unidos. «¿Cómo pudo nuestro sistema fallar así?». «¿Cómo puede ser que intereses corruptos foráneos manipularan a nuestro gobierno?».

### Un Departamento de Estado en decadencia
«En la declaración a puertas cerradas, expresé serias preocupaciones sobre la degradación del servicio exterior en los últimos años y al fracaso de liderazgo del Departamento de Estado para rechazar que intereses extranjeros y corruptos aparentemente secuestraran nuestra política en Ucrania», dijo Yovanovitch, quien agregó que «el Departamento de Estado está siendo vaciado desde adentro, en un momento competitivo y complejo en el escenario mundial. Este no es momento para debilitar a nuestros diplomáticos. Es responsabilidad de los líderes del Departamento defender a la institución y a las personas que hacen de esa institución la fuerza diplomática más efectiva del mundo».
La exembajadora declaró por más de 6 horas, y expresó haber quedado «asombrada, horrorizada, devastada», cuando Trump, en su llamada, le dijo al presidente ucraniano que «ella era una mala noticia», y que le iba a «pasar algunas cosas». La exembajadora declara que en mayo de 2019 le dijeron: «cuide sus espaldas» y márchese de Kiev «en el próximo avión», agregando Yovanovitch, «no es la manera como habría querido terminar mi carrera».

### Durante la audiencia Trump lanza tuits denigrantes
Al mismo tiempo que la exembajadora Yovanovitch estaba declarando, Donald Trump lanzaba un tuit en el que decía: «cada lugar al que ha ido Maria Yovanovitch ha acabado mal», y otro tuit contra la presidenta de la Cámara, Nancy Pelosi En medio del desarrollo de la audiencia, el presidente de la investigación, Adam Schiff, no sólo leyó el tuit contra Yovanovitch, del que dijo que es «un intento de intimidación a una testigo en tiempo real», sino que advirtió: «algunos de nosotros aquí nos tomamos muy, muy en serio la intimidación de testigos», un delito federal que eventualmente podría agregarse a los otros cargos contra Trump.

### Se rompe silencio ordenado por Trump al personal
Sorpresivamente, Mark Sandy, exempleado de la Oficina de Administración y Presupuesto de la Casa Blanca, declaró el sábado 16 de noviembre de 2019 ante el Comité de Inteligencia que adelantaba la investigación contra Trump. Se estimó que habría dado detalles acerca de cuándo comenzó la retención de la ayuda militar y humanitaria, la cual fue otorgada directamente por el Congreso de los Estados Unidos a Ucrania, y otras informaciones sobre el secuestro de fondos públicos que habría hecho el presidente Trump. Técnicamente, la orden impartida por Trump a todos sus empleados de no declarar, no le concernía a Sandy, pues él no fue designado funcionario por este presidente.

### Estadounidenses tienen opinión formada
El 19 de noviembre de 2019, la radio pública estadounidense NPR, así como la cadena pública de televisión PBS, dio a conocer una encuesta en la que se indicaba que el 65 % de los encuestados decían no poder imaginar ninguna información o circunstancia, durante la investigación del impeachment, que les hiciera cambiar la opinión que ya tienen sobre el juicio político. Solo el 30 % expresó que sí era posible que nuevas revelaciones hicieran cambiar su posición.

## Tercera jornada de audiencias públicas
Jennifer Williams, asesora del vicepresidente Pence, y el teniente coronel Alexander Vindman, testificaron el 19 de noviembre de 2019 por la mañana ante el Comité de Inteligencia. El teniente coronel afirmó: «Es inapropiado para el presidente pedir a un Gobierno extranjero que investigue a un adversario político», y que lo hecho por Trump era «una jugada partidista». En tanto la asesora sostuvo: «Encontré la llamada del 25 de julio inusual porque, en contraste con otras llamadas presidenciales que he observado, implicaba la discusión sobre lo que parecía ser un asunto de política doméstica».
Por la tarde declararon Kurt Volker y Tim Morrison, testigos propuestos por los republicanos. Ambos confirmaron que habían escuchado al presidente solicitar personalmente, en su llamada del 25 de julio con Zelenski, una investigación a Joe Biden en coordinación con Rudy Giuliani. Volker testificó que las acusaciones a Joe Biden eran «interesadas y no creíbles», y agregó: «porque conozco al exvicepresidente Biden desde hace mucho tiempo y sé cómo respeta los deberes superiores de su cargo».

### Testigo compromete a Trump
El embajador estadounidense para la Unión Europea, Gordon Sondland, empresario amigo de Trump, reveló el 20 de noviembre de 2019 que «Sé que los miembros de este comité se han formulado estos asuntos complicados con una simple pregunta: ¿Hubo quid pro quo? Como testifiqué anteriormente, con respecto a la llamada de la Casa Blanca y la reunión de la Casa Blanca, la respuesta es sí», y agregó: «En todo momento, yo actué de buena fe. Como una persona nombrada por el presidente, yo seguí las órdenes del presidente». Y Sondland remató: «Las peticiones de Giuliani eran un quid pro quo para organizar una visita de Zelenski a la Casa Blanca. Giuliani pidió que Ucrania hiciese pública una declaración anunciando investigaciones del servidor del Comité Nacional Demócrata y de Burisma. Giuliani estaba expresando los deseos del presidente».

### Desvirtúan tesis republicana
Durante meses, Trump y los republicanos, habían difundido la tesis de que la intervención en las elecciones de 2016 no provinieron de Rusia, como afirmó la Comunidad de Inteligencia, sino de Ucrania. Sin embargo, la doctora Hill, experta en Rusia y exmiembro del Consejo Nacional de Seguridad, en su audiencia del 21 de noviembre de 2019 dijo:

«Me niego a tomar parte en un esfuerzo de legitimar una narrativa alternativa sobre que el Gobierno de Ucrania es el adversario de Estados Unidos, y que Ucrania, y no Rusia, nos atacó en 2016. Estas ficciones son dañinas incluso si se despliegan por motivos puramente de política doméstica»

Por su parte, David Holmes, funcionario del Departamento de Estado de la embajada en Kiev, relató con todo detalle como el embajador Gordon Sondland se comunicó a través de un celular no protegido con Trump, y escuchó que el presidente le preguntaba: «Entonces, ¿él (Zelenski) va a hacer las investigaciones?», y Sondland le respondió que «sí, él (Zelenski) besa tu trasero (el de Trump)». Y que luego de la llamada, Holmes le preguntó a Gordon Sondland, si al presidente Trump le importaba Ucrania, respondiéndole al diplomático: «No, en absoluto, no le importa una mierda» (sic).

## Informe del Comité de Inteligencia
El 25 de noviembre de 2019, el presidente del Comité de Inteligencia de la Cámara de Representantes, Adam Schiff, publicó una carta indicando los próximos pasos a tomar hacia la destitución, comenzando con el envío de un informe del comité sobre lo investigado al Comité Judicial de la Cámara, una vez el Congreso regrese de su receso por el día de acción de gracias.
El 2 de diciembre se distribuyó un borrador del informe entre los miembros del Comité de Inteligencia, y al día siguiente, fue entregado al público. Se lleva a cabo una reunión del comité, seguida de una votación formal sobre su texto final y una votación sobre si enviarla o no al Comité Judicial.
También se emitió un "contrainforme" republicano, supuestamente exonerando al presidente de cualquier irregularidad.
Para los demócratas había "pruebas abrumadoras de abuso de poder" por parte de Donald Trump.

## Cargos formales de destitución
El 10 de diciembre de 2019, Jerry Nalder, presidente del Comité Judicial de la Cámara de Representantes, presentó dos «artículos» o cargos de destitución en contra del presidente Trump, por:
1. Abuso del poder presidencial.
2. Obstrucción al Congreso.[120]

El 12 de diciembre de 2019 el Comité Judicial de la cámara baja discutió los cargos que son sometidos a votación. Una mayoría demócrata estaba dispuesta a aprobar la acusación contra Donald Trump, quien de este modo se uniría a los otros tres únicos presidentes que habían sido sometidos a un juicio político de destitución o impeachment. El primero, Andrew Johnson, en 1868 absuelto por el Senado. El segundo pudo haber sido Richard Nixon (1969-1974) pero no figuraba en la lista al haber renunciado al cargo antes de ser acusado. Eliminado Nixon, el segundo presidente acusado fue Bill Clinton, en 1998, quien también fue absuelto por el senado.
Simultáneamente con las actividades del Comité Judicial, el presidente Trump realizó una gira política por el estado de Pensilvania, desde donde se burló del proceso de destitución, al que calificó de «impeachment light» (proceso de destitución ligero).

### Comité Judicial formula cargos contra Trump

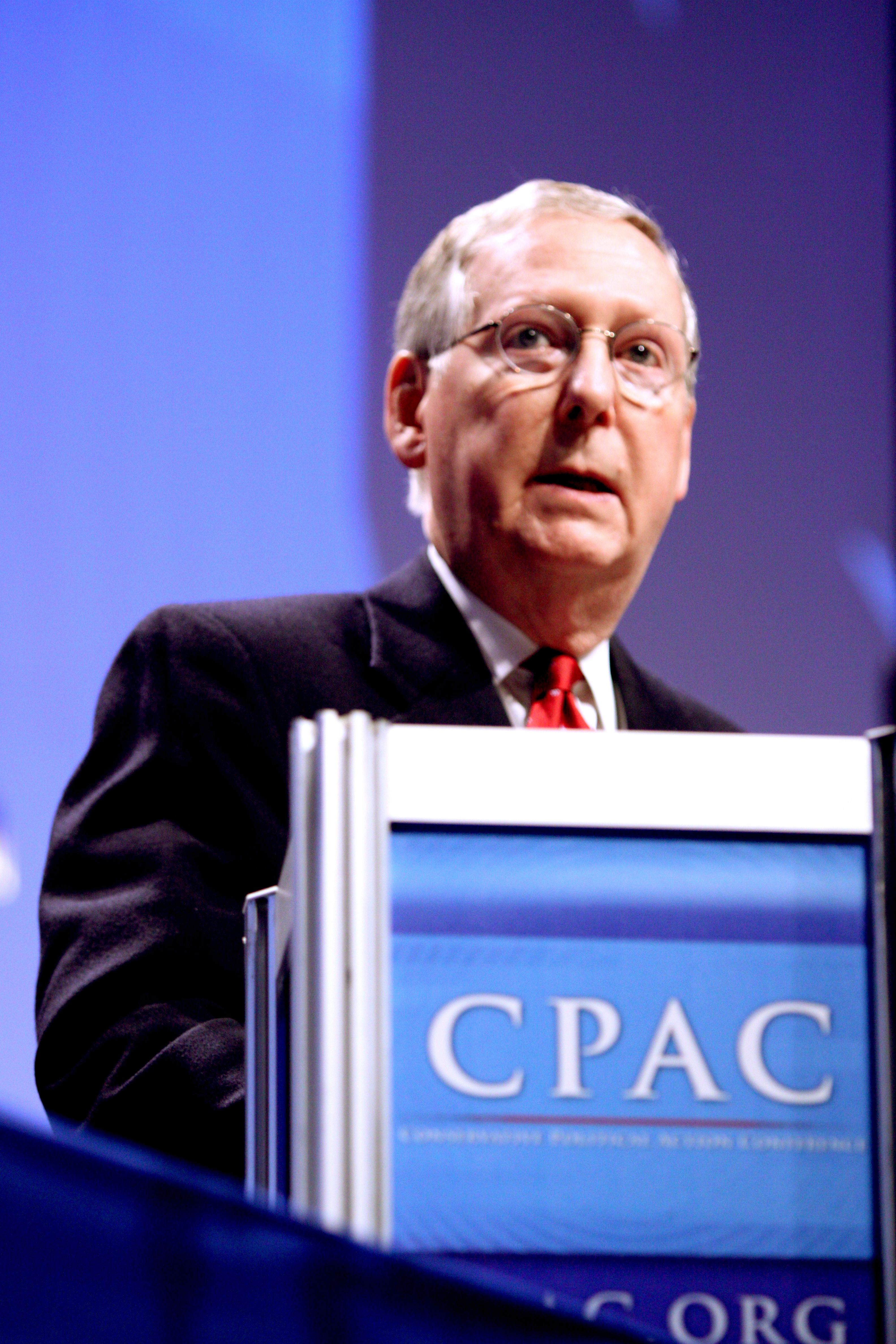
Mitch McConnell, senador desde 1985.

En una larga sesión, el 12 de diciembre de 2019, comenzó a sesionar el Comité Judicial de la Cámara de Representantes. Al respecto, Nancy Pelosi, la presidenta de la Cámara declaró ese día a la prensa: «La próxima semana retomaremos algo», previendo que la investigación por juicio político y formulación de cargos sean votados esta semana. Los representantes republicanos del Comité de Justicia han presentado todo tipo de enmiendas, a la acusación a Donald Trump, las cuales han sido rechazadas por la mayoría demócrata del comité, en un intento de la minoría republicana por demorar la decisión de acusación al presidente. Sin embargo, después de catorce horas de sesiones, la mañana del 13 de diciembre en Washington D. C., finalmente se formularon los cargos de destitución contra el 45.º presidente de los Estados Unidos, Donald John Trump. Ahora el caso pasa al pleno de la Cámara de Representantes, el cual resolverá si pide o no la destitución del presidente, por abuso de poder y obstrucción al Congreso. Seis representantes demócratas podrían no votar a favor del impeachment, según The Washington Post.

### Republicanos conciertan defensa de Trump
El líder republicano del Senado, Mitch McConnell, anunció la coordinación de la defensa de Donald Trump directamente con el equipo de abogados de la Casa Blanca, por lo que desde filas demócratas anunciaron que lo recusarían cuando el eventual juicio político pasase a consideración de la cámara alta estadounidense, por abierta violación al juramento que debían prestar los senadores en todo proceso de impeachment. De acuerdo con el Artículo I, sección 3, cláusula 6 de la Constitución de los Estados Unidos, los senadores actuarán «bajo juramento» en los juicios políticos. McConnell de 77 años, ocupa el puesto de senador por el estado de Kentucky desde 1985. Kentucky es uno de los diez estados más pobres de Estados Unidos.

«Juro solemnemente (o afirmo) que en todo lo relacionado con el juicio de ____, ahora pendiente, haré justicia imparcial de acuerdo con la Constitución y las leyes, así que, ayúdame Dios». (Juramento de acuerdo al reglamento interno del Senado de los Estados Unidos)

En un artículo del periódico The Courier-Journal, de la escuela de derecho Boston College Law, el profesor de derecho constitucional Kent Greenfield, advertía al senador Mitch McConnell, que la lealtad a un presidente no está por encima de la lealtad a la Constitución, agregando: «Los constituyentes querían asegurarse de que el Senado nunca tomaría a la ligera un juicio de destitución: este requisito de juramento es superior al juramento que cada senador ya ha tomado de apoyar la Constitución».

### Abogado de Nixon sugiere seguir investigando

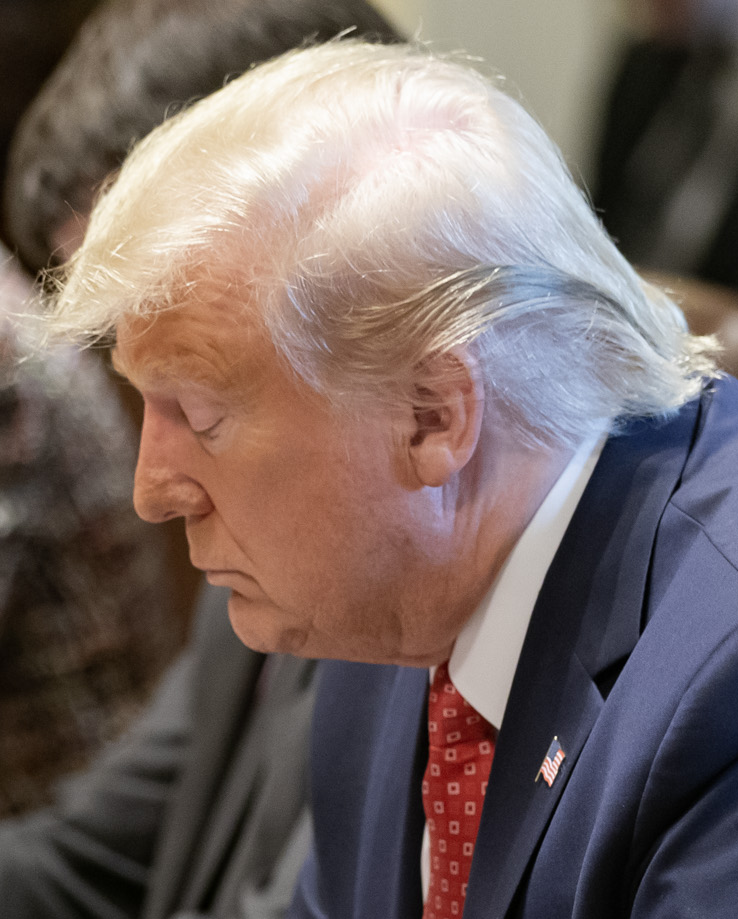
Presidente Donald J. Trump.

Ante el abroquelamiento republicano, y la posibilidad cierta de que el Senado no considerase los cargos por los que se pretendía acusar y destituir a Donald Trump, John Dean, el que fuera abogado del presidente Richard Nixon, y que finalmente contó toda la verdad sobre la conducta de Nixon, y colaboró con el Congreso en las investigaciones de 1973 sobre el Escándalo Watergate, sugirió seguir investigando a Trump en todas las líneas abiertas, como la violación a la ley de emolumentos, al seguir el presidente recibiendo dinero a pesar de estar prohibido por la Constitución y otros asuntos que lo comprometían. El miércoles 18 de diciembre de fue convocada una manifestación multitudinaria en Washington D. C., frente al edificio del Congreso.

### Aumenta popularidad de Trump
Una encuesta nacional del periódico estadounidense USA Today y la Universidad de Suffolk, realizada del 10 al 14 de diciembre de 2019, mostraba que Trump, en una hipotética elección, derrotaba al exvicepresidente Joe Biden por un 3 %, al senador Bernie Sanders por un 5 % y a la senadora Elizabeth Warren por un 8 %. La encuesta indicaba que las audiencias públicas de juicio político no socavaban, en absoluto, la popularidad del presidente.

### Trump escribe mordaz carta a Pelosi
A la vez que se citaron a la Cámara de Representantes para el 18 de diciembre de 2019, para votar si aprobaban la solicitud de destitución del presidente Donald Trump, este le escribió a la presidente de la Cámara de Representantes Nancy Pelosi una fortísima carta de 6 páginas en la que exponía un conflicto público casi sin precedentes entre los poderes ejecutivo y legislativo del país. Pelosi se limitó a decir que la misiva era «enfermiza». Algunos apartes de la carta de Trump decían:

«Este impeachment representa un abuso inconstitucional sin precedentes de los legisladores demócratas, sin parangón en casi 250 años de historia legislativa de Estados Unidos... Cualquier miembro del Congreso que vote a favor de la destitución, contra cada fragmento de verdad, hecho, evidencia y principio legal, está mostrando cuán profundamente injurian a los votantes y cuán verdaderamente detestan el orden constitucional de Estados Unidos... Como saben muy bien, esta campaña de juicio político no tiene nada que ver con Ucrania, ni con la conversación totalmente apropiada que tuve con su nuevo presidente, ¡sólo tiene que ver con sus intentos por deshacer las elecciones de 2016 y robarse las elecciones de 2020!... Es algo terrible lo que está haciendo, pero usted tendrá que vivir con eso, ¡no yo!... No tengo duda de que el pueblo americano les hará rendir cuentas en las elecciones de 2020... La historia le juzgará con dureza». (extractos de la carta de Donald Trump a Nancy Pelosi)

## El presidente es acusado y se pide su destitución
A fin de considerar la Resolución n.º 755, por la cual se imputaban cargos o «artículos» al presidente Trump sobre abuso del poder presidencial y obstrucción al Congreso, el 18 de diciembre de 2019 tuvo lugar el pleno de la Cámara de Representantes en el que se debatió la solicitud de destitución del presidente, dando pie a varios discursos y posteriores réplicas de los representantes republicanos, que trataron de extender la sesión para impedir que la Cámara tomara una decisión en firme.
Sometida la Resolución n.º 755, el primer cargo, que acusaba a Trump de abuso presidencial, fue aprobada por 230 votos a favor y 197 en contra. En tanto el segundo cargo de obstrucción al Congreso, obtuvo 229 votos a favor y 198 votos en contra. Ello convertía a Donald J. Trump en el tercer presidente en la historia de los Estados Unidos en ser acusado formalmente.
| Resolución 755                   | Fecha                                                                        | Voto |     |     | Ind. | Total   |
| -------------------------------- | ---------------------------------------------------------------------------- | ---- | --- | --- | ---- | ------- |
| Artículo 1. (abuso presidencial) | 18 de diciembre de 2019 Mayoría requerida:Absoluta de los presentes(215/428) | Sí   | 229 |     | 1    | 230/435 |
| Artículo 1. (abuso presidencial) | 18 de diciembre de 2019 Mayoría requerida:Absoluta de los presentes(215/428) | No   | 2   | 195 |      | 197/435 |
| Artículo 1. (abuso presidencial) | 18 de diciembre de 2019 Mayoría requerida:Absoluta de los presentes(215/428) | Abs. | 1   |     |      | 1/435   |
| Artículo 1. (abuso presidencial) | 18 de diciembre de 2019 Mayoría requerida:Absoluta de los presentes(215/428) | Aus. | 1   | 2   |      | 3/435   |
| Artículo 1. (abuso presidencial) | 18 de diciembre de 2019 Mayoría requerida:Absoluta de los presentes(215/428) | Vac. | 4   | 4   | 4    | 4/435   |

| Resolución 755                        | Fecha                                                                        | Voto |     |     | Ind. | Total   |
| ------------------------------------- | ---------------------------------------------------------------------------- | ---- | --- | --- | ---- | ------- |
| Artículo 2. (obstrucción al congreso) | 18 de diciembre de 2019 Mayoría requerida:Absoluta de los presentes(215/428) | Sí   | 228 |     | 1    | 229/435 |
| Artículo 2. (obstrucción al congreso) | 18 de diciembre de 2019 Mayoría requerida:Absoluta de los presentes(215/428) | No   | 3   | 195 |      | 198/435 |
| Artículo 2. (obstrucción al congreso) | 18 de diciembre de 2019 Mayoría requerida:Absoluta de los presentes(215/428) | Abs. | 1   |     |      | 1/435   |
| Artículo 2. (obstrucción al congreso) | 18 de diciembre de 2019 Mayoría requerida:Absoluta de los presentes(215/428) | Aus. | 1   | 2   |      | 3/435   |
| Artículo 2. (obstrucción al congreso) | 18 de diciembre de 2019 Mayoría requerida:Absoluta de los presentes(215/428) | Vac. | 4   | 4   | 4    | 4/435   |

### La acusación deimpeachmentante el Senado se demora
A raíz de que Mitch McConnell anunciara que los republicanos harían en la Cámara Alta lo que indicasen los abogados de Trump, Nancy Pelosi consideró dicha acción una grave violación a las reglas del proceso de destitución, y que por lo tanto no había garantías de un proceso justo, al que deberían ser llamados nuevos testigos, por lo que demorará el envío al Senado de los dos cargos de acusación y la solicitud de remoción del cargo del presidente, indefinidamente, hasta tanto los congresistas demócratas tomasen una decisión al respecto.
El profesor de derecho constitucional de la Universidad de Harvard, Laurence Tribe, calificó de «inteligente» la estrategia de Nancy Pelosi, pues al retrasar el envío de la acusación a Trump, ello obligará a los republicanos a negociar los términos en los que se desarrollará la segunda etapa del juicio de destitución, en el Senado. En particular destacó que, Chuck Schumer, líder de la minoría demócrata en la cámara alta, ahora tiene más poder que nunca.

### Estancamiento total en el proceso deimpeachment

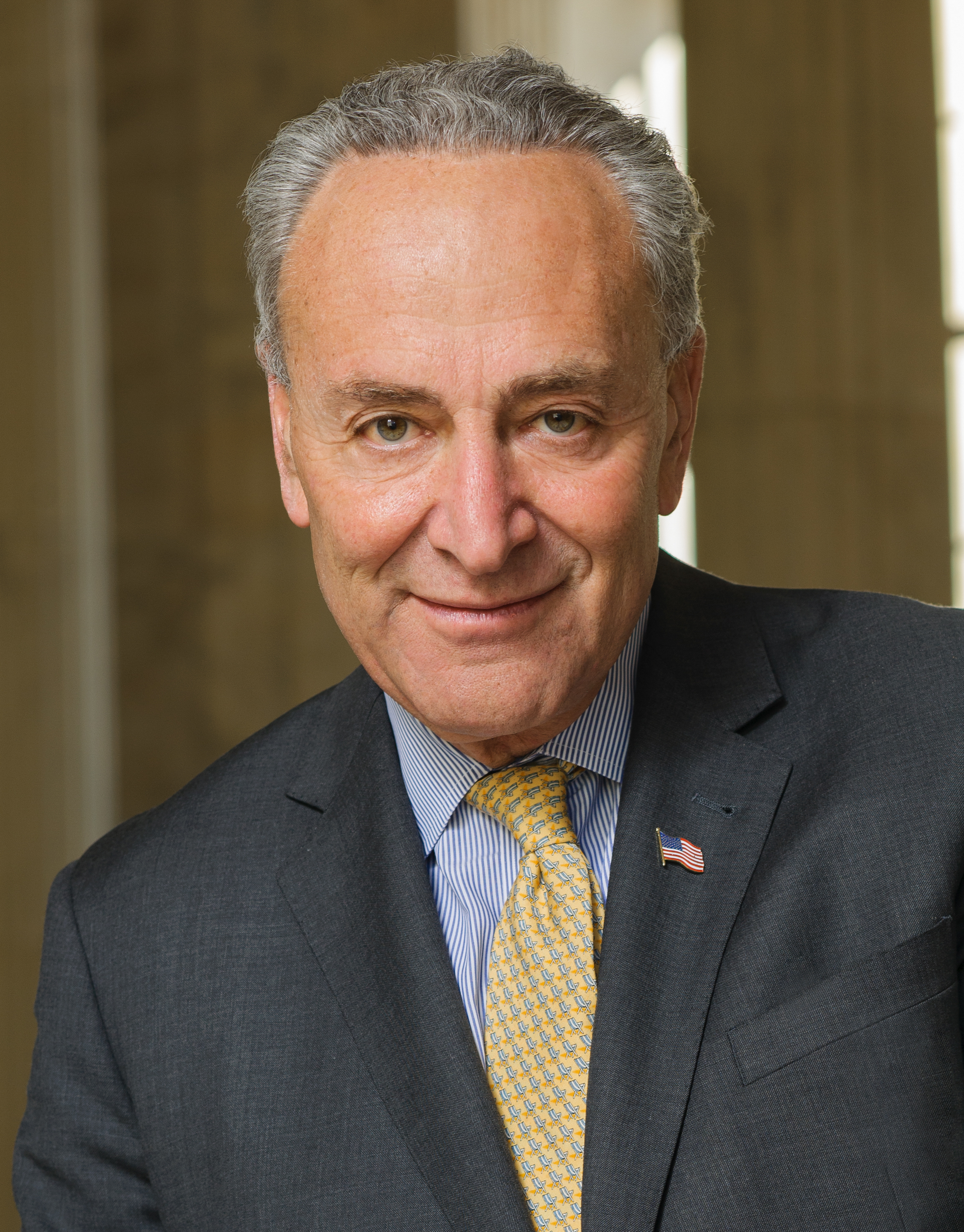
El senador demócrata por Nueva York, Chuck Schumer.

Para el 24 de diciembre no había acuerdo entre demócratas y republicanos sobre cuándo y cómo se debía cursar la segunda parte del proceso de destitución, ante el Senado de los Estados Unidos. La presidenta de la Cámara de Representantes, Nancy Pelosi declaró:

La Cámara (baja) no puede elegir a nuestros jefes del impeachment hasta que sepamos qué tipo de juicio llevará a cabo el Senado. El presidente Trump bloqueó a sus propios testigos y documentos ante la Cámara y (ante) el pueblo estadounidense, con quejas falsas sobre el proceso en la Cámara. ¿Cuál es el pretexto ahora?

Por su parte, el líder de la minoría demócrata en el Senado, Chuck Schumer, dijo: «Es difícil imaginar que un juicio no tenga documentos ni testigos. Si no los tiene parecerá, para la mayoría de los estadounidenses, que es un juicio falso, un juicio de exhibición». Los republicanos temen que nuevos testigos perjudiquen la estrategia de los abogados del presidente Donald J. Trump, quien en un nuevo tuit se ha despachado contra la presidenta de la Cámara:

¿Qué derecho tiene la loca de Nancy para retrasar este juicio en el Senado? ¡Ninguno! Ella tiene un mal caso y preferiría no tener una decisión negativa. Esta caza de brujas debe terminar AHORA con un juicio en el Senado, o dejarla incumplir y perder.

Más tarde, en un nuevo tuit, Trump acusó:

Los demócratas dijeron que querían darse prisa para llegar hasta el Senado porque «Trump es una amenaza para la seguridad nacional» (por utilizar sus despiadadas palabras), pero ahora han cambiado de opinión y quieren ir lentos. Mentirosos.

### Resuelta la demanda de un funcionario de Trump que se negó a declarar
Si bien Charles Kupperman finalmente fue desconvocado a declarar como testigo ante la Cámara de Representantes, siguiendo la directiva de Donald Trump de que ninguno de sus funcionarios colaborara con el Congreso, la demanda se cayó, porque finalmente el Comité de Inteligencia había decidido ya no citarlo a declarar. El 30 de diciembre de 2019, el juez Richard León resolvió el caso del testigo que no quería declarar, y en uno de los apartes de su sentencia de 14 páginas, dispuso: «Sin embargo, no hay duda alguna, si los vientos de la fortuna política cambian y la Cámara volviera a emitir una citación al Dr. Kupperman, él se enfrentará a las mismas directivas conflictivas que precipitaron esta demanda. Si es así, sin duda regresará a esta Corte para buscar una solución a un dilema constitucional que tiene consecuencias políticas de larga data: equilibrar el poder bien establecido del Congreso para investigar, con la necesidad de un presidente de tener un pequeño grupo de asesores de seguridad nacional con alguna forma de inmunidad frente a la obligación de prestar testimonio ante el Congreso». La pregunta de Kupperman era, "¿a quién debo obedecer, al Congreso o al presidente?".

### Aumento de las recaudaciones del Partido Republicano
A la espera del reinicio de las sesiones legislativas del Congreso, el comité de campaña para la reelección de Donald Trump anunció que en los últimos tres meses de 2019 llegó a recaudar 46 millones de dólares, coincidiendo con el desarrollo del proceso de destitución, lo cual habría impulsado el recaudo de más fondos entre los seguidores del presidente. En el año 2019 se recaudaron en total 143 millones de dólares.

## Proceso pasa el Senado

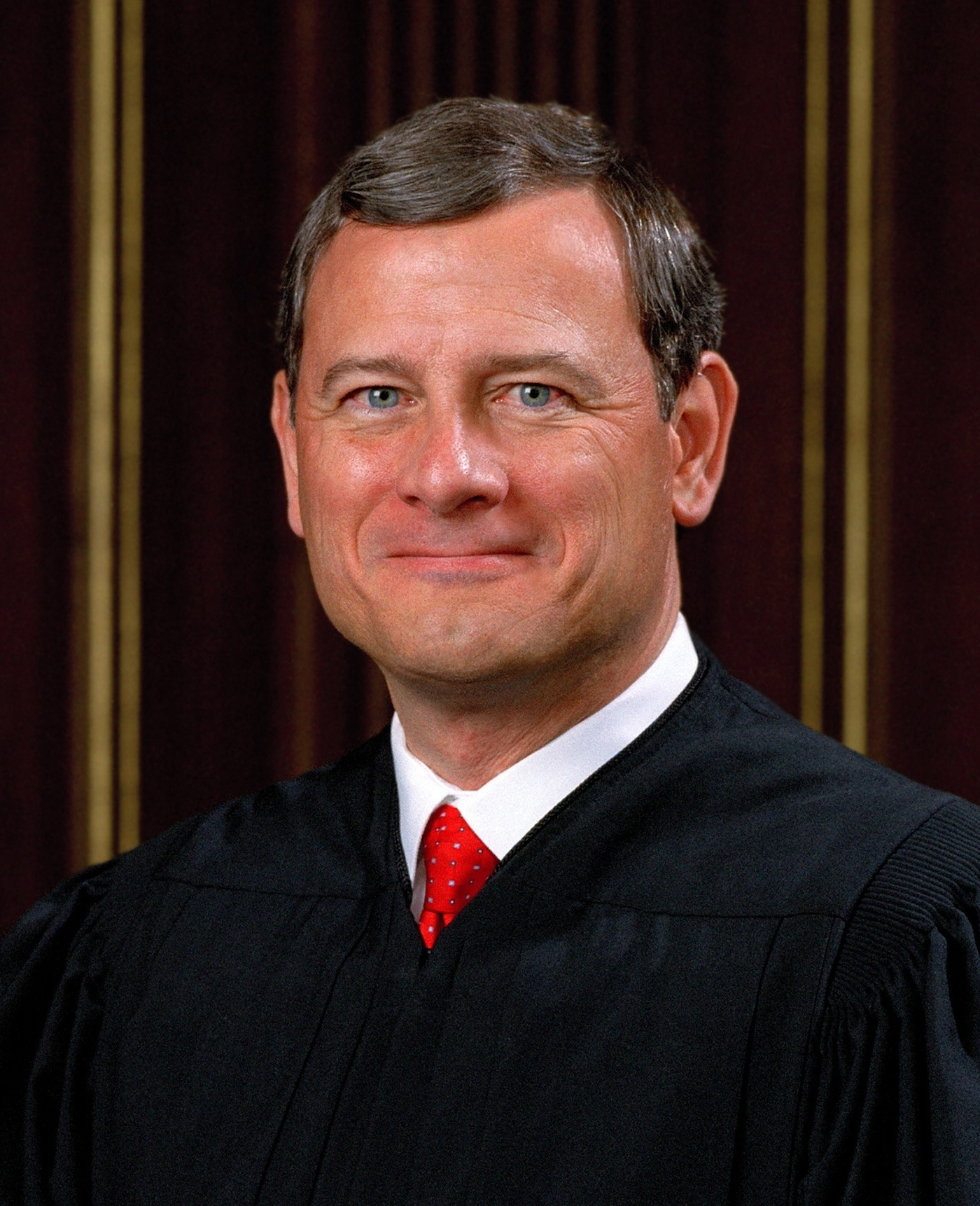
John Roberts, presidente de la Corte Suprema de los Estados Unidos.

Por 228 votos contra 193, la Cámara de Representantes de los Estados Unidos aprobó el envío de la solicitud de destitución de Donald Trump, y la designación de 6 representantes demócratas, encargados de llevar la acusación al Senado, y allí defender la causa ante los senadores. Nancy Pelosi, presidenta de la Cámara, junto a la secretaria de la Cámara Baja y el sargento de armas, en ceremonia protocolar, fueron al Senado a entregar el caso de impeachment. Fuentes de la Casa Blanca sostuvieron que aspiraban a que el Senado, donde el Partido Republicano tiene mayoría, desestimase los dos cargos o «artículos» por abuso presidencial y obstrucción al Congreso, dejando rápidamente absuelto al presidente antes del 4 de febrero de 2020, fecha en la cual el primer mandatario debe dar su discurso del Estado de la Unión ante el legislativo estadounidense.
| Resolución 798 | Fecha                                                                    | Voto |     |     | Ind. | Total   |
| --- | ------------------------------------------------------------------------ | ---- | --- | --- | ---- | ------- |
| Designación y autorización de encargados para el juicio político a Donald John Trump, presidente de los Estados Unidos | 15 de enero de 2020 Mayoría requerida:Absoluta de los presentes(211/421) | Sí   | 227 |     | 1    | 228/435 |
| Designación y autorización de encargados para el juicio político a Donald John Trump, presidente de los Estados Unidos | 15 de enero de 2020 Mayoría requerida:Absoluta de los presentes(211/421) | No   | 1   | 192 |      | 193/435 |
| Designación y autorización de encargados para el juicio político a Donald John Trump, presidente de los Estados Unidos | 15 de enero de 2020 Mayoría requerida:Absoluta de los presentes(211/421) | Abs. |     |     |      | 0/435   |
| Designación y autorización de encargados para el juicio político a Donald John Trump, presidente de los Estados Unidos | 15 de enero de 2020 Mayoría requerida:Absoluta de los presentes(211/421) | Aus. | 4   | 5   |      | 9/435   |
| Designación y autorización de encargados para el juicio político a Donald John Trump, presidente de los Estados Unidos | 15 de enero de 2020 Mayoría requerida:Absoluta de los presentes(211/421) | Vac. | 5   | 5   | 5    | 5/435   |

### Socio de Giuliani y auditoría implican a Trump
Mientras el presidente afirma no conocer a Lev Parnas, comenzaron a circular varias fotografías de Parnas con Donald Trump, e incluso un vídeo de 2017 en Mar-a-Lago, donde aparecen ambos juntos charlando. Parnas, exsocio del abogado personal de Trump, Giuliani, en entrevistas con el canal NBC y el diario The New York Times, respectivamente, declaró que Trump «sabía todo» acerca de las gestiones de Giuliani destinadas a presionar a Ucrania.
Mientras tanto, la Oficina de Responsabilidad del Gobierno, un organismo independiente de control fiscal y auditoría pública, estableció que el congelamiento de la ayuda a Ucrania ordenado por Donald Trump violó la ley, y dictaminó: «La ejecución fiel de la ley no permite que el presidente ponga sus propias prioridades políticas por encima de las que el Congreso ha promulgado en ley». La ayuda a Ucrania fue otorgada directamente por el Congreso estadounidense, y su bloqueo por parte de Trump es lo que se denuncia como ilegal por el organismo.

### Presidente de la Corte Suprema juramentó a los senadores
John Roberts, presidente de la Corte Suprema de los Estados Unidos, juramentó a todos y cada uno de los senadores que comenzarán a impartir justicia en el juicio político contra Donald Trump, cuya primera sesión se realizará el martes 21 de enero de 2020. La labor de John Roberts será la de conducir el juicio, mientras los senadores desempeñarán la labor de jurados.

### Republicanos imponen nuevos controles a la prensa
La radio pública estadounidense NPR informó que los republicanos del senado impondrían, a través del sargento de armas del Senado, restricciones al acceso de la prensa a la sala donde se desarrollará el proceso de juicio político a Trump, lo que levantó las protestas de los medios. 60 organizaciones periodísticas, incluida la radio pública, firmaron una carta solicitando el levantamiento del veto mediático.
Independientemente de tales restricciones, está previsto que en algunos momentos del juicio político, el Senado lleve a cabo sesiones a puertas cerradas, sin acceso alguno de la prensa o del canal de asuntos institucionales C-SPAN, previsto por el reglamento del Senado estadounidense.
El 19 de enero de 2020, el senador republicano Lindsey Graham dijo que quería que el proceso de juicio político «muera pronto», aunque los republicanos no tienen en el Senado la mayoría especial que se requiere para rechazar de plano el impeachment.
El equipo legal de Donald Trump quedó integrado por Alan Dershowitz, que colaboró en la defensa de O.J. Simpson en el juicio por el doble homicidio de su esposa Nicole Brown y por Ronald Goldman, el defensor de Jeffrey Epstein, acusado de tráfico de menores. Y a la vez que los abogados Patrick Cipollone, Jay Sekulow, Robert Ray, Pam Bondi, Jane Raskin y Eric Herschmann, así como Kenneth Starr, el exfiscal que investigó la conducta sexual de Bill Clinton, en 1997. El 20 de enero de 2020, la defensa legal de Trump hizo pública una contestación de 171 páginas, rechazando los cargos imputados al presidente: «Los cargos del juicio político presentados por los demócratas de la Cámara de Representantes son constitucionalmente endebles».

## El proceso de juicio político

### Primer día
Durante la jornada del 21 de enero, en una sesión que se alargó hasta altas horas de la madrugada del siguiente día 22, el Senado estadounidense abordó la discusión de las reglas del proceso de destitución, bajo la dirección del juez John Roberts, presidente de la Corte Suprema de Justicia, el Senado en pleno, la presencia de los fiscales designados por la Cámara y los abogados de Donald Trump. La votación final reflejó que los republicanos hicieron valer su mayoría de 53 senadores, por lo que no se aprobó la incorporación de nuevos documentos ni la comparecencia de testigos (los testigos a los que Trump les prohibió declarar, como el exconsejero de seguridad John Bolton). La minoría demócrata, con sus 47 senadores, no logró que el oficialismo cambiara su posición. Los republicanos adujeron que «nuestro (juicio) será justo», en tanto, desde el lado de la oposición demócrata se elevaron palabras como «encubrimiento», al aprobarse un juicio sin pruebas ni testigos. El equipo de abogados de Trump, liderados por el abogado Pat Cipollone, demostró que la estrategia de la Casa Blanca era que se adelantase un impeachment «exprés». También se aprobó que el juicio político contara con 24 horas de alegatos, divididos en tres sesiones de 8 horas, a partir del 22 de enero al mediodía.

### Segundo día
De acuerdo a CBS News, en la segunda jornada del juicio político en la cámara alta se sentía un estado de ánimo de «intranquilidad». El líder de la Cámara, Adam Schiff, dijo que los demócratas presentarán un caso «demoledor», incluyendo la participación de Giuliani en todo el asunto de Ucrania, y sus intentos por difamar a la embajadora Marie Yovanovitch. Los republicanos se quejaron de que no habían escuchado nada nuevo, si bien el día anterior habían votado para impedir que ningún nuevo testigo pudiera declarar en el proceso de impeachment.

### Tercer día
La tercera jornada del proceso estuvo dedicada a exponer el primer cargo contra el presidente Trump: «abuso de poder», acusación que los demócratas destacaron como ajustada a los estándares constitucionales que permiten adelantar un juicio político contra un presidente de los Estados Unidos. Los demócratas también presentaron al Senado diversos fragmentos de las declaraciones hechas por el abogado personal de Trump, Rudy Giuliani, hablando sobre Ucrania y la teoría desmentida por la comunidad de inteligencia, de que fue Ucrania y no Rusia, quien interfirió en las elecciones de 2016. Por su parte, Trump se mantuvo muy activo en redes sociales, escribiendo en Twitter más de 125 mensajes, entre tuits y retuits, antes de terminar la sesión por la tarde, calificando en algunos de ellos a los demócratas de «deshonestos» y «depravados».

### Cuarto día
El 24 de enero de 2020, la sesión del Senado fue dedicada a las conclusiones de los fiscales sobre la acusación de abuso de poder, a la vez que se planteó el segundo «artículo» o cargo, el de obstrucción al Congreso, por haber impedido el presidente que los funcionarios de la Casa Blanca citados por la Cámara de Representantes acudieran a declarar. Los demócratas expusieron, incluso con el logotipo de cada institución, que el presidente Donald Trump bloqueó 71 solicitudes de documentos de 6 agencias del gobierno estadounidense, incluyendo el Departamento de Energía, el Departamento de Defensa, el Departamento de Estado, la Oficina de Administración y Presupuesto, la oficina del Vicepresidente y la propia Casa Blanca. Por su parte, el canal de televisión ABC News sacó a la luz pública una grabación de 2018 en la cual Donald Trump ordenó: «Despídela, échala mañana. No me importa. Échala mañana. Sácala. ¿De acuerdo? Hazlo», en referencia a la embajadora estadounidense en Ucrania Marie Yovanovitch. Y en un insólito rifirrafe, la conductora del programa matinal de la cadena de radio pública NPR, Mary Louise Kelly, interrogó y repreguntó al secretario de estado Mike Pompeo, si él había defendido y cómo, precisamente a la embajadora Yovanovitch y al personal del Departamento de Estado, a lo que Pompeo se limitó a contestar: «He defendido a todas las personas del equipo. He hecho lo correcto por cada persona de este equipo», dando abruptamente por terminada la entrevista.

### Quinto día
El 25 de enero de 2020, la sesión comenzó con la entrega de 28.578 folios de documentación correspondientes a la investigación del presidente Donald Trump a los senadores, por parte de los siete fiscales designados por la cámara de representantes. Por la defensa contratada por la Casa Blanca, tomó la palabra el abogado Pat Cipollone, quien dijo: «Les están pidiendo que reviertan, no sólo los resultados de la última elección, sino que les piden que retiren al presidente Trump de unas elecciones que tendrán lugar en nueve meses», y agregó que los demócratas sólo querían «deslegitimar» al mandatario.
Adam Schiff, en su conclusión de acusación, mencionó la información divulgada por CBS, por la cual de buena fuente esta cadena de televisión habría tenido conocimiento de que los senadores republicanos vendrían siendo presionados por el entorno de Trump, con la frase: «voten contra el presidente y su cabeza terminará en un estaca».

### Libro de exasesor de seguridad inculpa a Trump
Mientras el proceso de destitución de Trump podría finalizar el viernes 31 de enero de 2020, el periódico The New York Times adelantó el domingo 26 de enero de 2020 fragmentos del libro escrito por el exasesor de seguridad nacional, John Bolton. En tales manuscritos, según el periódico: «La afirmación del presidente, como fue descrita por el señor Bolton, podría socavar un elemento clave de la defensa [del presidente] durante el juicio político en su contra: que la retención de la ayuda no tenía nada que ver con la solicitud de Trump para que Ucrania anunciara investigaciones contra sus enemigos, incluyendo al exvicepresidente Biden y su hijo Hunter Biden». Por su parte, el lunes por la mañana y vía Twitter, el presidente ha negado todo: «NUNCA le dije a John Bolton que la ayuda a Ucrania estaba vinculada a las investigaciones de los demócratas, incluidos los Biden. De hecho, nunca se quejó de esto en el momento de su muy pública salida. Si John Bolton dijo esto, fue solo para vender un libro».

### Sexto día
Los abogados de Trump realizaron extensas exposiciones mencionando reiteradamente a Joe Biden y a su hijo Hunter Biden, a la vez que no negaron pero sí minimizaron las revelaciones de John Bolton. Simultáneamente, The New York Times publicó más apartes del libro de John Bolton, Así se llegó a conocer que Trump, de acuerdo a John Bolton, habría tenido una discusión con el fiscal general William Barr al respecto de que el presidente otorgara «favores personales» a los presidentes Erdogan (Turquía) y Xi Jinping (China).

### Séptimo día
Los abogados del presidente concluyeron sus alegatos de defensa, entre ellos Jay Sekulow, quien sentenció: «Bajar el listón del impeachment en base a cargos como estos impactaría en el funcionamiento de nuestra república constitucional durante generaciones». En tanto el líder de la mayoría republicana del Senado, Mitch McConnell, reconoció que no tiene los votos suficientes para evitar que comparezcan nuevos testigos en el proceso de destitución, pues varios senadores republicanos estarían interesados en que hayan más declaraciones, en especial, después de las filtraciones del libro del exasesor de seguridad, John Bolton, inculpando a Trump en el cargo de abuso de poder.

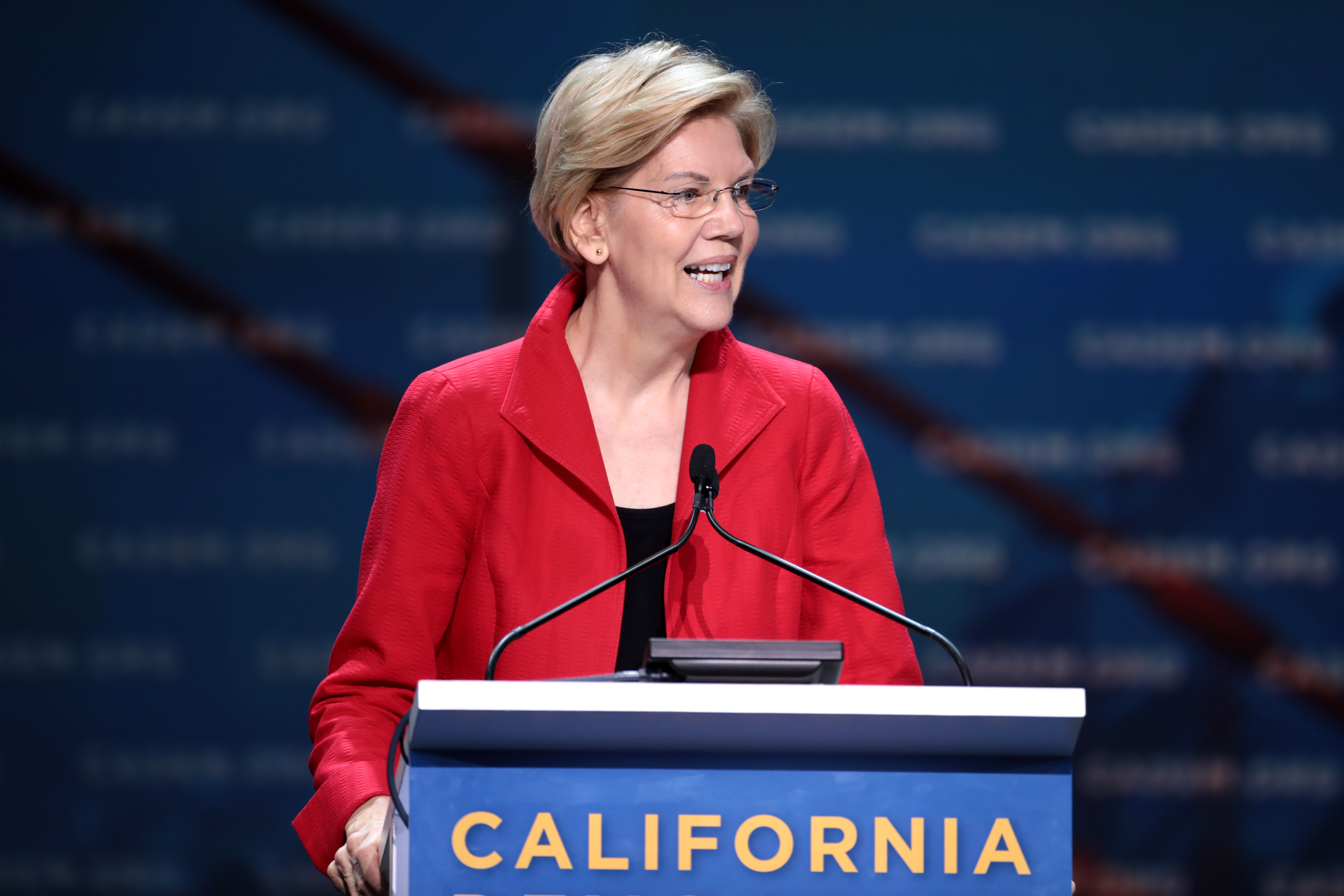
La senadora demócrata por Massachusetts, Elizabeth Warren.

### Trump querría callar a Bolton
El octavo día del impeachment se dedicó a una sesión de preguntas y respuestas entre los senadores, los fiscales de la Cámara de Representantes y los abogados contratados por Trump. Sin embargo, la jornada se vio marcada por la prohibición, ordenada por el Consejo de Seguridad Nacional de la Casa Blanca, a la publicación del libro del exasesor de seguridad, John Bolton, aduciendo que estaría haciendo pública «cantidades significativas de información clasificada». Mientras tanto, Donald Trump también la emprendió contra Bolton vía Twitter, denostándolo: «Fue despedido porque, francamente, si lo escuchara, ya estaríamos en la Sexta Guerra Mundial, y sale e INMEDIATAMENTE escribe un libro desagradable y falso. Todo clasificado de Seguridad Nacional». En la última ronda de preguntas, la senadora demócrata Elizabeth Warren planteó esta inquietud: «Si el presidente ucraniano Zelenski llamara al presidente Trump y le ofreciera ensuciar a los rivales políticos del presidente Trump a cambio de que Trump entregara cientos de millones en ayuda militar, eso sería claramente un soborno y un delito que justificaría un juicio político. Entonces, ¿por qué sería más aceptable y, de alguna forma, no susceptible de un impeachment lo contrario?»

### Crece confianza de los republicanos
El octavo día del impeachment prosiguió con las rondas de preguntas de los senadores. El representante demócrata Adam Schiff, fiscal en el proceso, expuso: «Lo que hemos visto en los últimos días es un descenso a la locura constitucional, debido a que las mentiras conducen a la locura», a propósito de las palabras usadas por uno de los abogados de Trump que recordó en el Senado, una infame frase que pronunció en 1977 el entonces presidente Richard Nixon: «Bueno, cuando el presidente lo hace, significa que no es ilegal» (a propósito del espionaje adelantado por Nixon contra los demócrátas). Y concluyó, Shiff: «¿No hemos aprendido nada en este último medio siglo? ¿No hemos aprendido nada? Estamos de vuelta a donde estábamos hace medio siglo, e incluso podríamos estar en un lugar aún peor, porque esta vez ese argumento (el de Nixon) podría tener éxito, en lo que sería la normalización de la ilegalidad»

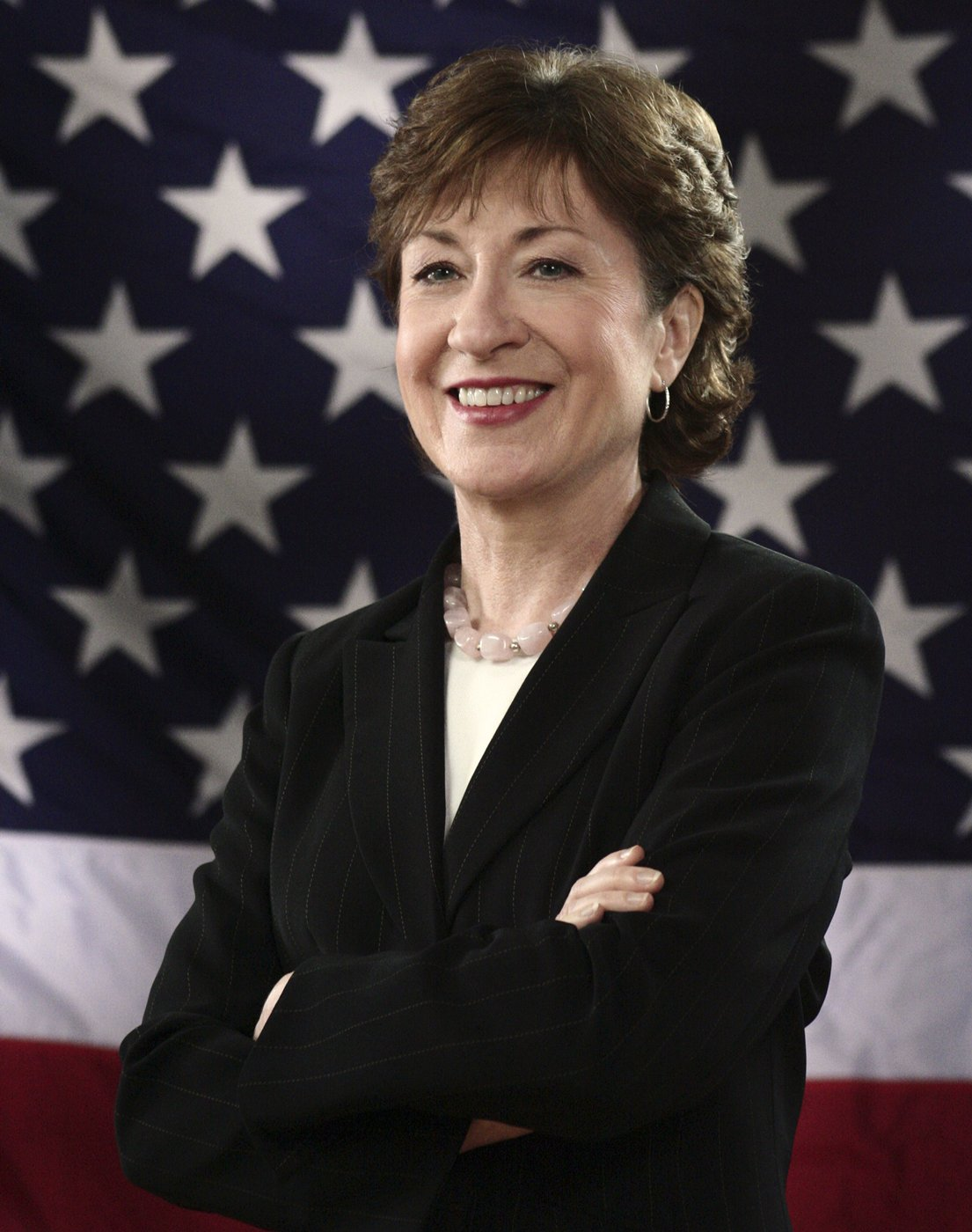
Susan Collins, senadora republicana por Maine.

### Senado decide no citar testigos
En el noveno día del proceso de destitución, el Senado votó si se habilitaba o no la llamada a declara de nuevos testigos, moción de los demócratas que fue rechazada por 51 votos contra 49. Junto a los 47 senadores demócratas, sólo votaron dos republicanos: el senador por Utah, Mitt Romney y la senadora de Maine, Susan Collins. Al final de la sesión los senadores republicanos Roy Blunt y John Barrasso y el líder de la minoría demócrata, Chuck Schumer, anunciaron por separado que la votación de absolución sería el miércoles 5 de febrero de 2020, a las 16 horas hora estándar del este, luego del discurso del estado de la Unión que Donald Trump deberá pronunciar el día anterior.

### Grupo anuncia evidenciar «encubrimiento»
Bajo el nombre de «The Indivisible Project» (El Proyecto Indivisible), un grupo de ciudadanos estadounidenses elevó su nivel de indignación ante la lealtad republicana demostrada hacia Trump. La estrategia de El Proyecto Indivisible anuncia apuntar en las elecciones de noviembre contra nueve senadores republicanos, como el líder mayoritario Mitch McConnell, senador por Kentucky desde 1984, así como contra la incondicional seguidora de Trump, la senadora por Carolina del Sur, Lindsey Graham. Anunció la denuncia contra los «nueve senadores por su participación en el encubrimiento (de Trump), publicando anuncios a página entera en diversos periódicos estatales importantes».

### Décimo día
En paralelo con la jornada de las primeras asambleas partidarias, tanto republicanas como demócratas, en el estado de Iowa, donde se eligieron los delegados designados del candidato presidencial por dicho distrito, concluyeron los alegatos de las partes, citándose al Senado para la votación sobre la absolución o condena del presidente Donald Trump el miércoles 5 de febrero de 2020. Mientras la fiscal demócrata, la representante Sylvia Garcia, insistió en que «Nadie está por encima de la ley», Trump tuiteó: «¿Dónde está el informante? ¿Por qué el político corrupto Schiff se inventa mi conversación con el presidente de Ucrania? ¿Por qué la Cámara no ha hecho su trabajo? Y mucho más».

### Absolución
Según la Constitución de los Estados Unidos, se requiere una mayoría de dos tercios del Senado para condenar al presidente (67 votos). Y las posibles sanciones son la destitución del cargo y la descalificación para el cargo en el futuro. El 5 de febrero de 2020, el Senado absolvió a Trump de ambos cargos. Los votos fueron 52 a 48 para absolverlo de la primera acusación y 53 a 47 para absolverlo del segundo «artículo». Los votos se dividieron fuertemente según las líneas de cada partido. Mitt Romney se convirtió en el primer senador en la historia de un partido del presidente acusado en votar para condenar, votando «culpable» en el primer cargo.
| Resolución 755               | Fecha                                         | Voto        |    |    | Ind. | Total  |
| ---------------------------- | --------------------------------------------- | ----------- | -- | -- | ---- | ------ |
| Artículo 1. (abuso de poder) | 5 de febrero de 2020 Mayoría requerida:67/100 | Culpable    | 1  | 45 | 2    | 48/100 |
| Artículo 1. (abuso de poder) | 5 de febrero de 2020 Mayoría requerida:67/100 | No Culpable | 52 |    |      | 52/100 |

| Resolución 755                        | Fecha                                         | Voto        |    |    | Ind. | Total  |
| ------------------------------------- | --------------------------------------------- | ----------- | -- | -- | ---- | ------ |
| Artículo 2. (obstrucción al congreso) | 5 de febrero de 2020 Mayoría requerida:67/100 | Culpable    |    | 45 | 2    | 47/100 |
| Artículo 2. (obstrucción al congreso) | 5 de febrero de 2020 Mayoría requerida:67/100 | No Culpable | 53 |    |      | 53/100 |